# Jacques Médecin
Pour les articles homonymes, voir Médecin (homonymie).
Jacques Médecin, né le 5 mai 1928 à Nice (Alpes-Maritimes) et mort le 17 novembre 1998 à Punta del Este (Uruguay), est un homme politique français, maire de Nice de 1966 à 1990, président du conseil général des Alpes-Maritimes de 1973 à 1990, député de 1967 à 1988, et secrétaire d'État au Tourisme de 1976 à 1978 dans les gouvernements Chirac I, Barre I et Barre II.
Il nait la même année où son père Jean Médecin devient maire de Nice. Après de courtes études de droit, il travaille dans différents cabinets ministériels de 1951 à 1952, puis est journaliste de 1952 à 1966, exerçant à Nice-Matin et dans divers médias nationaux et internationaux. Il se lance en politique en 1961 en étant élu conseiller général à Nice, mais échoue l'année suivante à se faire élire député. Adhérent du Centre républicain, il est centriste, antigaulliste et partisan de l'Algérie française. Après la mort de son père, il devient maire de Nice en février 1966 à 37 ans. L'année suivante, il est élu député dans la 2e circonscription des Alpes-Maritimes, siégeant dans le groupe centriste PDM. Lors des municipales de 1971, il noue avec succès une alliance avec le Parti socialiste. Il participe en novembre 1971 à la création du Mouvement réformateur. En octobre 1973, il accède à la présidence du conseil général des Alpes-Maritimes, disposant d'une large majorité, et le restera durant seize ans.
Débute à cette époque un glissement progressif vers la droite qui culminera dans les années 1980. Il soutient Valéry Giscard d'Estaing à la présidentielle de 1974, avant de s'apparenter au groupe RI en 1975, ce qui lui permet d'entrer au gouvernement en janvier 1976 comme secrétaire d'État au Tourisme. Son image devient ensuite sulfureuse : il est accusé d'entretenir des liens avec Albert Spaggiari et l'extrême droite, et son amitié avec Jean-Dominique Fratoni le conduit à favoriser ce dernier dans la guerre des casinos. Il manque de justesse de perdre la mairie en 1977 au profit du communiste Charles Caressa, puis son siège au conseil général lors des cantonales de 1979. Raymond Barre ne le reconduit pas dans son nouveau gouvernement d'avril 1978. S'éloignant du Parti républicain, il soutient Jacques Chirac à la présidentielle de 1981, et s'apparente au groupe RPR. Les municipales de 1983 où sa liste est réélue au premier tour avec un nombre record de voix constituent son apogée électorale. Il doit par la suite faire face à la concurrence pressante du Front national, mais réussit à le dominer électoralement.
Maire bâtisseur, durant 24 ans, il est généralement considéré comme ayant développé la ville de Nice en la dotant d'équipements dignes d'une métropole, et contribué à sa diversification économique, mais au prix d'un lourd endettement. Se revendiquant homme de droite, distant à l'égard des partis politiques nationaux, il se distingue par un anticommunisme virulent et des prises de position remarquées, par exemple contre l'IVG et pour le rétablissement de la peine de mort. Certaines de ses décisions et déclarations créent de vives polémiques. Il affirme en 1990 partager « 99,9 % des thèses du FN ».
À Nice, il dispose de réseaux solides et d'un appareil électoral puissant. À la tête d'un « système Médecin » clientélaire et corruptif, il se retrouve au cœur de multiples affaires. En 1985, ses ennuis fiscaux sont aggravés par les révélations sur ses avoirs aux États-Unis. Il est inculpé en novembre 1989 pour délit d'ingérence dans l'affaire de L'Action Nice-Côte d'Azur, et est soupçonné de détournements de fonds de l'association paramunicipale Nice-Opéra. En juillet 1990, la chambre régionale des comptes le déclare comptable de fait. Il démissionne en septembre 1990 et rejoint Punta del Este en Uruguay, échappant un temps à la justice. En 1992, il est condamné à un an de prison ferme pour délit d'ingérence, puis est accusé d'avoir perçu des pots-de-vin de la part de la société Serel. Il est arrêté en novembre 1993 avant d'être extradé en France en novembre 1994. En 1995-1996, il est condamné à deux ans de prison ferme pour abus de confiance, corruption passive et recel d'abus de biens sociaux. Après 22 mois de détention, il est libéré en septembre 1995 et, bien que d'autres affaires soient pendantes, il retourne en janvier 1996 à Punta del Este où il meurt en novembre 1998.
Il fait partie des quelques maires emblématiques de grandes villes de France de la deuxième moitié du XXe siècle, mais sa carrière est considérablement entachée par ses condamnations. Décrié par beaucoup, il reste néanmoins très apprécié par une partie de la population niçoise qui voit en lui une incarnation de la ville et garde en souvenir sa faconde et son sens du contact.

## Famille et vie privée

### Ascendance, études et carrière professionnelle
Jacques François Xavier Paul Médecin naît le 5 mai 1928 dans l'appartement familial, au 99 quai des États-Unis à Nice. Il est le quatrième et dernier enfant de Jean Médecin et d'Amélie (ou Amélia) Meyer,. Son père vient d'une famille établie depuis longtemps dans le pays niçois (au XVIe siècle à Villefranche-sur-Mer, commune voisine de Nice), et sa mère est d'origine niçoise et suisse-allemande. Il est issu d'une famille d'hommes politiques niçois : son père fut maire de Nice pendant 37 ans (1928-1943 et 1947-1965), son grand-père, Alexandre Médecin, fut conseiller général de Nice et adjoint au maire de Nice entre 1886 et 1890, et son arrière grand-père, Pierre Médecin, fut conseiller général de Menton de 1870 à 1884 et maire de Villefranche-sur-Mer. Hormis la politique, la tradition familiale s'inscrit dans le domaine du droit : Jean Médecin fut avocat, Paul Médecin, l'oncle de Jacques, fut bâtonnier de l'ordre des avocats de Nice, Alexandre Médecin fut professeur de droit et également bâtonnier des avocats de Nice,, Pierre Médecin fut docteur en droit, avocat et juge de paix du canton ouest de Nice. À la naissance de Jacques Médecin, son père est alors adjoint au maire de Nice à l'Instruction publique et sera quelques mois plus tard, en décembre, élu maire de la ville après une élection municipale partielle.
Après des études secondaires au lycée de garçons de Nice (actuel lycée Masséna) et le baccalauréat, Jacques Médecin s'inscrit en 1946 à l'institut d'études juridiques de Nice en vue d'obtenir une capacité en droit,. Il y croise alors Charles Pasqua. Mais au bout d'un an d'études, il décide de s'installer au Danemark, où il restera une année, à la suite d'un voyage dans ce pays. Il effectue ensuite son service militaire en tant qu'interprète au 2e bureau de l'armée de l'air en Allemagne puis à l'état-major à Paris. Il reprend par la suite ses études de droit à Paris et obtient un baccalauréat en droit. À cette époque il fréquente le futur antiquaire Jean-Marie Rossi, Jean-Luc Lagardère et Gérard Beytout. Mettant un terme à ses études, il travaille dans différents cabinets ministériels : en 1951 auprès d'Émile Hugues alors secrétaire d'État aux Finances et aux Affaires économiques, en 1952 auprès de Léon Martinaud-Déplat alors ministre de la Justice, puis auprès du secrétaire d'État à l'Agriculture,.
Il devient journaliste à partir de 1952 et exercera cette profession jusqu'en 1966 dans divers médias français et étrangers,,. Grâce à l'entremise du député niçois Édouard Corniglion-Molinier, il débute à Paris-Presse-L'Intransigeant, au service de politique intérieure et dans divers autres services du journal. Revenant s'installer à Nice au début de l'année 1954, il est embauché à Nice-Matin dans son édition du soir L'Espoir de Nice et du Sud-Est. Il y couvrira de grands évènements comme l'opération Mousquetaire à Port-Saïd en 1956 ou encore la rupture du barrage de Malpasset en 1959, avant de quitter Nice-Matin en 1959,. Parallèlement ou après Nice-Matin, il devient le correspondant à Nice des journaux Libération (journal édité de 1941 à 1964) et L'Aurore ainsi que d'Europe 1,,. Doué pour les langues dont l'anglais, il est également correspondant de United Press International et de Newsweek. En tant que journaliste, il couvre la reddition du gangster Cambotti, qu'il a connu à l'école primaire et qu'il convainc de se rendre après son attaque à main armée de la poste Thiers à Nice. Durant ces années, il fréquente un groupe de journalistes réunis autour du peintre Raymond Moretti dont fait partie le futur écrivain Louis Nucéra.

### Vie privée

#### Famille
Il épouse en décembre 1953 Claude Mailley, un mannequin de Givenchy, environ une semaine après l'avoir rencontrée alors qu'il vit à Paris,,. Ils ont deux enfants ensemble : Martine en 1954 et Anne-Laure en 1968. En 1977, alors qu'il est secrétaire d'État au Tourisme et qu'il doit s'entretenir à Los Angeles avec Max Factor Junior, à la tête du groupe de cosmétiques Max Factor, il fait la connaissance d'Ilene Joy Graham, une Californienne d'une trentaine d'années,. Même si elle est une petite-cousine du milliardaire Max Factor Junior, elle est désargentée. En janvier 1978, elle part le rejoindre à Paris puis s'installe à Nice en avril de la même année. En juillet 1978, il engage une procédure de divorce avec son épouse Claude, qui aboutira en décembre 1979. Entre-temps, en août 1978, il se marie à Las Vegas avec Ilene Graham, avant de se marier à Nice en décembre 1979,. Ils ont une fille en 1982 prénommée Shawn, mais divorceront. Le journal Nice-Matin décrit Jacques Médecin comme un « séducteur en diable [qui] a accumulé les conquêtes ».
Jacques Médecin rencontre par la suite Marisol Nicoletti, une journaliste uruguayenne venue au carnaval de Nice dans le cadre du jumelage planifié entre Nice et Punta del Este. Il part la rejoindre dans cette ville en septembre 1990. À son retour en Uruguay en 1996 après sa détention en France, elle l'a quitté. Il rencontre par la suite dans une chapelle Berta Bittar Zaldivar van Humbeck, une Paraguayenne de 38 ans, chargée des relations économiques à l'ambassade du Paraguay à Montevideo, d'origine belge et syro-libanaise. Il se marie avec elle en mai 1996 ; il s'agit de sa dernière épouse. Il formule après son mariage une demande d'acquisition de la nationalité uruguayenne.

#### Propriétés
Alors qu'il n'est encore que journaliste sans beaucoup d'argent, son père intervient en sa faveur auprès de son épouse Amélia dont la mère vient de donner deux immeubles à seulement deux de leurs quatre enfants. Pour compenser, Amélia Médecin donne alors trente-cinq millions de francs de l'époque à son fils Jacques. Ce don lui permet d'acquérir un terrain à côté du domaine familial, sur la colline de Gairaut dans le nord de Nice, où vivent ses parents et qui avait été acheté à la fin du XIXe siècle par Alexandre Médecin qui s'en servait comme résidence secondaire. Il y fait construire une villa qui est inaugurée peu après son accession à l'hôtel de ville. Au fil du temps, cette villa, appelée Lou Soubran (« le plus haut » en niçois), offrant une vue sur toute la ville, sera agrandie et modernisée. Un stand de tir y est par exemple construit au sous-sol. La villa, devenue luxueuse, dispose également entre autres d'un mini-golf, d'une salle de cinéma, d'une grande piscine, d'une centaine d'oliviers. Elle comporte 29 pièces ; sa superficie est de 1 300 m2 et son terrain de 8 700 m2. Une vingtaine de personnes y vivent en comptant les domestiques. Pour l'historien Yvan Gastaut, Lou Soubran « symbolisait toute la puissance de l'homme politique au sommet de sa gloire, au sommet de sa ville ». Au début des années 1980, Jacques Médecin s'installe avec sa deuxième épouse Ilene dans l'appartement de fonction du président du conseil général des Alpes-Maritimes, situé dans l'ancien palais des rois sardes dans le Vieux-Nice. Ils font par ailleurs l'acquisition en janvier 1981 d'une villa à Beverly Hills au 9856 Whitwell Drive, au nom d'Ilene Médecin,,.
Lou Soubran est saisie par l'État après la fuite de Jacques Médecin en Uruguay afin de rembourser sa dette fiscale (voir Redressements fiscaux), et une vente aux enchères est organisée mais ne trouve pas preneur,. L'État la rachète en septembre 1991 sous l'impulsion du ministre du budget Michel Charasse, pour 12,7 millions de francs,,. Mais les coûts d'entretien et le fait qu'aucune destination n'ait été trouvée pour cette propriété conduisent l'État à la céder en juillet 1999 pour 3,7 millions de francs à la société immobilière niçoise IFR qui la divise en cinq appartements avant de les revendre,,.

#### Débat sur un éventuel engagement maçonnique
Dans Les Frères invisibles, Ghislaine Ottenheimer et Renaud Lecadre indiquent que Jacques Médecin n’a jamais fait mystère de son engagement dans la franc-maçonnerie française, et que son appartenance à la franc-maçonnerie était plus dictée par le souhait de monter et contrôler des réseaux affairistes que par conviction. En revanche, Claude Askolovitch écrit en 2002 dans une enquête sur les francs-maçons parue dans Le Nouvel Observateur que Jacques Médecin « ne fut pas initié ».

## Parcours politique

### 1961-1965: débuts en politique
Jacques Médecin fait ses débuts en politique en 1961, en tant que conseiller général des Alpes-Maritimes, élu dans le canton de Nice-4. Ce canton, bourgeois, est celui qu'occupe son père depuis 1945. Celui-ci est président du conseil général des Alpes-Maritimes depuis 1951, mais, atteint d'un cancer, il décide de ne pas se représenter aux élections cantonales de 1961, laissant la main à son fils. Les affiches électorales du candidat Jacques Médecin mentionnent alors « J. Médecin », laissant astucieusement planer le doute avec son père. Tout comme son père dans les dernières années de son parcours politique, il est membre du Centre républicain, un petit parti politique centriste dirigé par André Morice.
Partisan de l'Algérie française comme son père, il appelle à voter non lors du référendum sur les accords d'Évian d'avril 1962 conduisant à l'indépendance de l'Algérie. Il s'oppose à nouveau aux gaullistes lors du référendum sur l'élection au suffrage universel du président de la République en octobre de la même année ; engagé dans la campagne pour le non, il fait référence à Charles de Gaulle en parlant d'« un homme qui ne veut que devenir dictateur ».
Aux élections législatives de 1962, la maladie empêche à nouveau Jean Médecin de se porter candidat à sa réélection dans la 2e circonscription des Alpes-Maritimes, située principalement dans la partie centrale de Nice. Jacques Médecin le remplace, mais au terme d'une campagne très tendue entre médecinistes et gaullistes, il échoue face à l'ancien secrétaire d'État gaulliste de gauche Diomède Catroux qui, sans attaches locales, profite de la poussée de l'UNR au niveau national. Au premier tour, Jacques Médecin, qui se présente sous l'étiquette « Rassemblement républicain » (le mouvement politique local médeciniste fondé par son père en 1947) obtient 9 691 voix (24,8 %) contre 16 061 voix (41,1 %) pour Diomède Catroux,. Le candidat communiste, arrivé troisième, est également qualifié pour le second tour. La profession de foi préparée par Jacques Médecin pour le second tour comporte un appel aux électeurs des candidats éliminés au premier tour, dont ceux de la socialiste Thérèse Roméo, à voter pour lui et pour une « République libérale, humaine, sociale ». Bien que tenté par une alliance secrète avec le PCF (en échange notamment de la 1re circonscription des Alpes-Maritimes où le communiste Virgile Barel affronte au second tour le candidat gaulliste Pierre Pasquini), il décide finalement de se retirer du second tour, en particulier devant l'appel sévère de Michel Bavastro dans Nice-Matin dont l'opposition pourrait le gêner pour la suite de sa carrière politique. Il s'agit de l'une des deux élections perdues par Jacques Médecin au cours de ses 29 ans de vie politique,.

### 1966: accession à la tête de la mairie de Nice

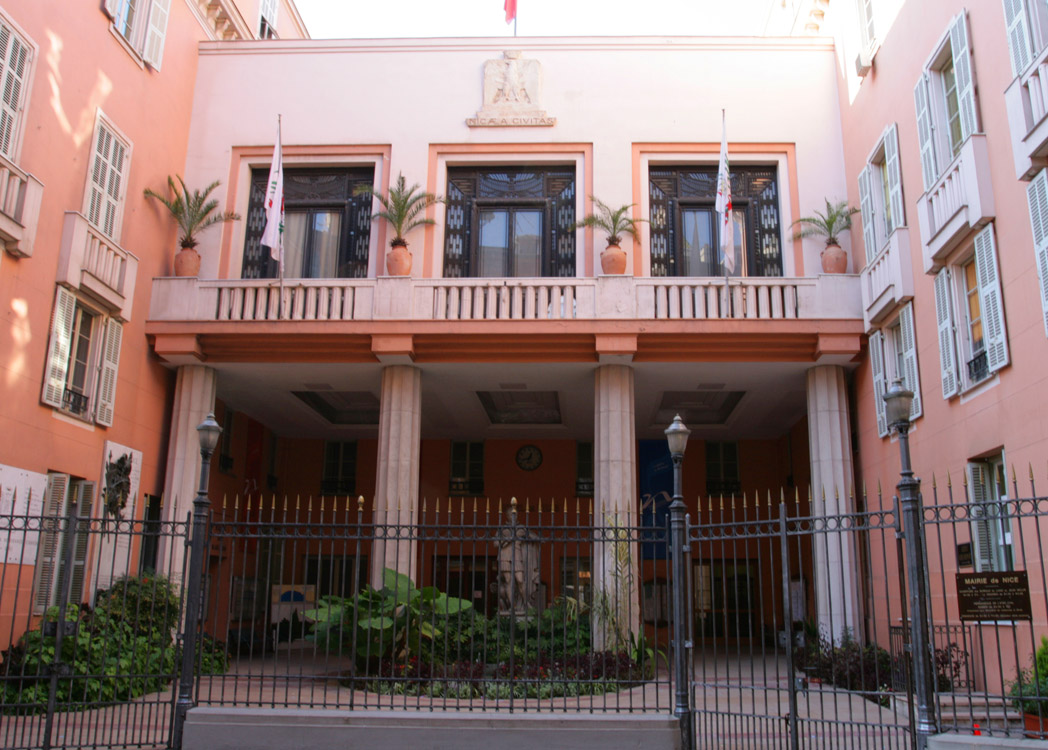
L'hôtel de ville de Nice en 2007.

En décembre 1965, Jean Médecin, maire de Nice, meurt d'un cancer généralisé. Les conseillers municipaux venus pour veiller à tour de rôle sur la dépouille du maire installée dans son bureau à l'hôtel de ville, sont invités par Honoré Bailet, un ami de Jacques Médecin et conseiller municipal de la ville (et futur maire de Nice, de 1990 à 1993), à signer un appel de soutien à Jacques Médecin pour la prochaine élection municipale partielle destinée à pourvoir le siège de conseiller municipal vacant. Sur les 37 conseillers municipaux, 17 signent. D'autres voient en Jacques Médecin un futur rival pour le poste de maire, alors qu'ils s'estiment en mesure d'accéder à cette fonction : le colonel Bouvier, premier adjoint de Jean Médecin et qui a la préférence du préfet des Alpes-Maritimes Pierre-Jean Moatti, le deuxième adjoint Raoul Bosio, le troisième adjoint Gérald Cassin, ou encore Louis Bargellini, autre adjoint au maire et cousin de la famille Médecin. L'élection municipale partielle de janvier et février 1966 oppose principalement Jacques Médecin au candidat communiste Virgile Barel, et à Maurice Donat, candidat qui reçoit le soutien de Nice-Matin. Fort du soutien de la majorité municipale, y compris finalement de la « vieille garde » de Jean Médecin, Jacques Médecin frôle l'élection dès le premier tour (à 343 voix près) avec un score de 49,62 %. Au second tour, il recueille 54 509 voix (63,93 %) contre 30 754 voix (36,07 %) pour Virgile Barel. Il fait pour la première fois son entrée au conseil municipal.
Eugène Tonietti en particulier, fidèle bras droit de Jean Médecin, l'aide à obtenir le soutien d'une majorité des conseillers municipaux,. La désignation du nouveau maire de Nice se déroule d'abord lors d'un scrutin organisé à huis clos. Jacques Médecin se voit opposer la candidature du colonel Bouvier : il en ressort vainqueur avec 24 voix contre 13. Le lendemain, le 11 février 1966, Jacques Médecin est élu maire de Nice par 36 voix et un bulletin blanc sur 37. Il a alors 37 ans.

### 1967-1971: député centriste antigaulliste
Aux élections législatives de 1967, dans la 2e circonscription des Alpes-Maritimes, il affronte à nouveau le gaulliste Diomède Catroux qui l'avait battu en 1962. Un contexte national plus compliqué pour les gaullistes, sa prise de contrôle réussie des réseaux de son père et ses positions anti-gaullistes et en faveur de l'Algérie française lui permettent cette fois-ci de remporter le scrutin et de devenir député. Depuis 1962, plus de dix mille pieds-noirs se sont installés à Nice. Jacques Médecin se présente sans étiquette mais est soutenu par le Centre démocrate, le parti de Jean Lecanuet, et définit son programme comme « démocrate, social, européen et libéral ». Au premier tour, il recueille 23 264 voix (43,9 %) contre 16 389 voix (31,3 %) pour Diomède Catroux et 9 820 voix (18,5 %) pour le candidat communiste Francis Lombardi, tous trois qualifiés pour le second tour. Celui-ci donne lieu à la victoire de Jacques Médecin avec 26 393 voix (49,5 %) contre 16 676 voix (31,3 %) pour Catroux et 10 246 voix (19,2 %) pour Lombardi. Le soir de son élection, Jacques Médecin se rend dans les locaux du journal communiste local Le Patriote. Ce dernier rapporte qu'il est venu saluer les deux candidats vainqueurs dans les autres circonscriptions de la ville, Paul Cléricy (FGDS) et le communiste Virgile Barel (une photographie le montre à leurs côtés), et qu'il a fait une déclaration publique se félicitant de la victoire de ces deux candidats et de la gauche. En 1991, dans son ouvrage Et moi je vous dis… ma vérité, Jacques Médecin démentira avoir adressé ces félicitations et indiquera qu'il s'est rendu au Patriote pour vérifier les résultats de l'élection annoncés par Nice-Matin. À l'Assemblée nationale, il s'inscrit dans le groupe centriste Progrès et démocratie moderne (PDM) présidé par Jacques Duhamel,.
Quelques mois plus tard, lors des élections cantonales de 1967, il est réélu facilement dans le canton de Nice-4.
Lors des événements de mai 68, il soutient les grévistes et vote le 22 mai, comme la grande majorité des membres du groupe PDM, la motion de censure déposée contre le gouvernement Georges Pompidou (4) (qui échoue avec 233 voix au lieu des 244 nécessaires), avant de demander le 23 mai aux employés municipaux niçois de reprendre le travail. En juin, lors des élections législatives de 1968 qui font suite à la dissolution de l'Assemblée nationale par Charles de Gaulle, il affronte, toujours dans la 2e circonscription des Alpes-Maritimes, le haut-fonctionnaire gaulliste Jean Cérez (UDR). Celui-ci le qualifie d'« allié des communistes » et l'accuse d'avoir fait élire aux législatives de 1967, par un jeu de retrait et de maintien des candidats de son camp, le communiste Virgile Barel et Paul Cléricy (FGDS). Jean Cérez bénéficie du soutien de la préfecture et semble avoir les faveurs de Nice-Matin qui met peu en lumière Jacques Médecin dans ses colonnes. La forte poussée gaulliste au niveau national, en réaction à la crise de mai 1968, conduit à un resserrement des scores entre Jacques Médecin (19 554 voix soit 38,2 %) et le candidat gaulliste (17 775 voix soit 34,7 %) par rapport au scrutin de 1967. Le score du candidat PCF est stable. Au second tour, le député et maire de Nice dépasse Jean Cérez de seulement 1 490 voix, avec un score de 42,1 % (21 759 voix) contre 39,2 % (20 269 voix). Jacques Médecin survit à la vague gaulliste, de même que Virgile Barel (PCF) dans la 1re circonscription des Alpes-Maritimes (élu avec 253 voix d'écart avec le candidat gaulliste), ce qui ne manque pas de susciter à nouveau de la part des gaullistes des accusations d'entente entre médecinistes et communistes. D'après l'universitaire Robert Charvin, il s'est produit « contre le gaullisme (…) des reports de voix suscités ou spontanés » envers Jacques Médecin et Virgile Barel lors de ces élections législatives. À nouveau, il siège dans le groupe parlementaire Progrès et démocratie moderne.
En 1969, il participe activement à la campagne en faveur du non au référendum sur la réforme du Sénat et la régionalisation proposée par le président de la République Charles de Gaulle,. Il parcourt à cette occasion le pays, visitant une vingtaine de villes, en compagnie de Jacques Duhamel. Début avril, il appelle avec ce référendum à « hâter l'échéance à partir de laquelle M. Pompidou serait le dauphin du général de Gaulle ». Néanmoins, il précisera quelques jours plus tard que son « "non" au général n'entraîne pas un "oui" à Pompidou ». Par ailleurs, dans le mensuel Réalités niçoises, il déclare que voter oui « renforcer[ait] la prépondérance de Marseille sur Nice ». Satisfaction pour lui : le non l'emporte avec 52,4 % au niveau national et 62,5 % à Nice, et le général de Gaulle démissionne. Lors de l'élection présidentielle de 1969, il soutient le centriste Alain Poher (CD) face au gaulliste Georges Pompidou. Ses équipes collent sur les murs de la ville une affiche où est inscrit « Pourquoi chasser le maître et prendre le valet ? ». Il explique que l'élection d'Alain Poher permettrait d'éviter le rapprochement des socialistes avec le PCF, car elle conduirait à l'émergence d'une coalition rassemblant notamment les centristes et les socialistes. Pour autant, après la victoire de Georges Pompidou, il vote la confiance au gouvernement Jacques Chaban-Delmas.
Après la représentation en 1969 par le centre national d'art dramatique de Nice d'une pièce de Edward Bond mettant en cause l'armée et la religion, il critique publiquement son directeur Gabriel Monnet,. Il avait fait signer auparavant à ce dernier un engagement à ne pas faire représenter de spectacles qui « porte atteinte au beau renom de la ville de Nice » et à laisser la ville intervenir « pour éviter que le théâtre ne soit un lieu d'agitation politique, d'exhibitions licencieuses ou encore de manifestations insultantes pour l'armée, les anciens combattants, la religion, la libre pensée (…) ».

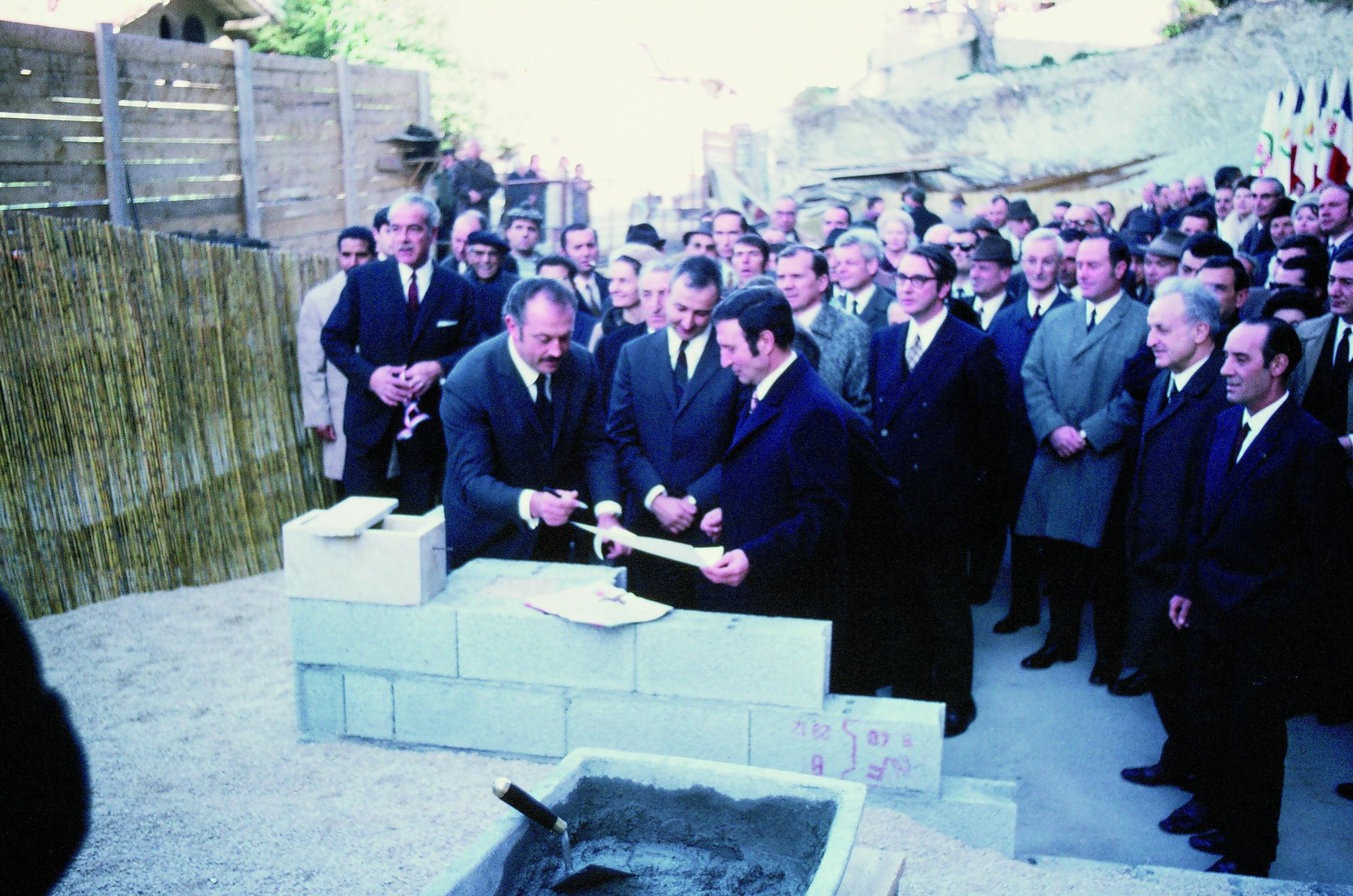
Jacques Médecin, au premier plan à gauche, à la pose de la première pierre du musée de Préhistoire de Terra Amata en 1971.

En février 1970, il fait partie des parlementaires centristes qui se regroupent au sein de l'Union parlementaire du centre, un intergroupe destiné à rassembler les parlementaires de cette tendance politique au-delà des différentes étiquettes. En tant que l'un des trois vice-présidents du Centre républicain avec Michel Durafour et André Rossi,, il participe à la création en novembre 1971 du Mouvement réformateur, une coalition des partis du centre dont le Centre démocrate, le Parti radical et le Centre républicain, dirigée par Jean Lecanuet et Jean-Jacques Servan-Schreiber. En octobre 1972, il quitte le groupe parlementaire Progrès et démocratie moderne, avec trois autres députés de ce groupe dont Michel Durafour, et devient député non-inscrit,.

### 1971: alliance municipale avec la gauche
En vue de l'élection municipale de 1971 qui fait suite à son premier mandat de maire, fort de sa bonne entente avec Jacques Chaban-Delmas, il cherche dans un premier temps à constituer une liste d'union avec les gaullistes, mais cette tentative finit par échouer en novembre 1970 : le Président de la République Georges Pompidou tient à la constitution d'une liste UDR-FNRI distincte de la liste médeciniste. Jacques Médecin se tourne alors vers la gauche et négocie un accord début 1971 avec les cadres socialistes locaux approuvé par la direction nationale du Parti socialiste. D'après Bragard et al., dans leur ouvrage J.M. Le feuilleton niçois, la liste Médecin qui se présente à cette élection compte « vingt divers gauche, neuf modérés, cinq centristes, deux gaullistes et un indépendant ». Parmi les représentants de la gauche, on trouve Thérèse Roméo (ex-SFIO) et les membres du PS Henri Carbuccia (secrétaire de la fédération départementale) et Roger Prioris (secrétaire de la section niçoise). À l'inverse, il écarte Jacques Peyrat (futur maire de Nice, de 1995 à 2008), conseiller municipal de son père, qui s'en va rejoindre la liste FNRI-UDR de Fernand Icart. L'élection est un véritable succès pour Jacques Médecin : sa liste est élue dès le premier tour avec 56 491 voix (50,1 %) face à la liste du communiste Virgile Pasquetti (31 383 voix soit 27,9 %) et à celle de Fernand Icart. Outre cette nouvelle légitimité acquise, il continue à ne pas avoir d'opposition au sein du conseil municipal.

### 1973: accession à la présidence du conseil général
En septembre, lors des élections cantonales de 1973, alors que le découpage des cantons est revu, il décide de se présenter dans le canton de Nice-5, un canton situé au nord du canton de Nice-4 dans lequel il était élu jusqu'alors. C'est un nouveau succès pour lui puisqu'il est largement élu dès le premier tour avec 62,4 % des suffrages. Il n'a toutefois face à lui qu'un candidat PCF et une candidate soutenue par le Parti socialiste, tous deux peu implantés. Le 3 octobre 1973, succédant à Francis Palmero, il est élu président du conseil général des Alpes-Maritimes avec 31 voix sur 41 ; 9 conseillers généraux votent blanc. Plus tard, en 1978, il déclarera au journal Le Monde que sa désignation à ce poste l'a été « à son corps défendant, à la demande pressante du préfet de l'époque, de ses secrétaires généraux, de M. Michel Bavastro, P.-D.G de Nice-Matin (…) et d'un certain nombre de personnalités politiques ».

### 1972-1975: début du glissement vers la droite
En avril 1972, il accuse les quatre Maisons des jeunes et de la culture (MJC) de Nice (créées entre 1965 et 1971) d'être politisées. Il s'agit de la première attaque importante en France contre ces structures associatives. Dans Nice-Matin, il déclare que les MJC sont « des foyers de révolution qu'[il s'en va] supprimer » et que « les jeunes trouveront beaucoup plus de bonheur à s’exprimer sur un stade que dans des conciliabules plus ou moins putrides ». Par la suite, il désigne les MJC sous le terme de « Maisons des Jaunes » après avoir évoqué un portrait de Mao Zedong qui aurait été trouvé à la MJC de Nice Bon-Voyage. Il leur reproche également les « "spectacles répugnants" offerts à la vue [des] enfants » ainsi que, selon lui, leur militantisme contre la municipalité. Pour faire concurrence aux quatre MJC, il crée en 1975 (ou 1974) une structure rivale, les CACEL (Centre d’animation de culture et de loisirs), dirigés par ses proches, qui seront au nombre de cinq et mieux aidés financièrement que les MJC.
Aux élections législatives de mars 1973, dans la 2e circonscription des Alpes-Maritimes, la majorité présidentielle lui oppose le républicain indépendant Jean-Claude Dischamps, président de l'université de Nice depuis 1971 et professeur de sciences économiques dans cette même université depuis 1963. Celui-ci, soutenu par Michel Bavastro, dirigeant de Nice-Matin, et une partie des milieux patronaux, l'attaque sur ses changements fréquents de positions politiques, et dénonce un « "système" détestable fait d'allégeance personnelle et de favoritisme » et une « féodalité anachronique aux mœurs florentines ». Mais au premier tour, Jacques Médecin recueille 20 378 voix (34,9 %) et arrive en tête avec 4 429 voix d'avance sur Jean-Claude Dischamps (15 949 voix soit 27,3 %). Devant le score cumulé des trois candidats de gauche et d'extrême gauche (34,0%), face à ce qu'il nomme le « danger du totalitarisme marxiste », il obtient du Premier ministre Pierre Messmer le retrait de Jean-Claude Dischamps, en échange du retrait du candidat médeciniste Henri Roubault dans la 3e circonscription des Alpes-Maritimes (ce que ce dernier n'acceptera pas),. Dans celle-ci, l'appel de Jacques Médecin à voter en faveur du député sortant Fernand Icart contribue à faire perdre à Henri Roubault au second tour la moitié du nombre de voix qu'il avait recueilli au premier. Jacques Médecin est quant à lui facilement réélu avec 62,1 % des suffrages contre 37,7% pour Louis Broch, le candidat communiste d'Union de la gauche,. Avec 33 406 voix, il gagne plus de 13 000 voix par rapport au premier tour. À l'Assemblée nationale, il s'inscrit dans le nouveau groupe Réformateurs démocrates sociaux (RDS) qui rassemble les députés du Mouvement réformateur et qui est présidé par Michel Durafour.
En 1973, les militants du Parti socialiste se déchirent entre ceux qui ont participé à l'alliance avec Jacques Médecin en 1971, souvent d'anciens cadres de la SFIO, et ceux qui exigent l'exclusion de ces derniers du parti. En juin, le congrès de Grenoble permet aux deuxièmes de s'imposer. Par conséquent, après plusieurs mois de refus, la direction nationale du PS finit par accéder à leur demande et procède à l'exclusion des socialistes médecinistes. Des prises de position récentes de Jacques Médecin sur l'immigration ou encore la dictature chilienne rendaient la position initiale du PS difficile à tenir ; mais également le fait que le parti ait signé le Programme commun en juillet 1972 avec le PCF, et plus pragmatiquement les perspectives de victoire électorale du PS à Nice qui s'amenuisaient du fait du basculement à droite de la ville.
Jacques Médecin soutient Valéry Giscard d'Estaing (FNRI) à l'élection présidentielle de mai 1974. Il reçoit de la part de ce dernier la promesse de la création d'une région Côte d'Azur distincte de la région marseillaise, et celle de sa nomination dans le futur gouvernement, au Tourisme. Durant la campagne, en avril, il reçoit le candidat présidentiel dans sa villa Lou Soubran où ils se font photographier et filmer en train de jouer à la pétanque,,. Alors que l'année précédente, médecinistes et républicains indépendants s'affrontaient, Jacques Médecin met ses équipes militantes à la disposition de Giscard et prononce un discours lors du meeting de celui-ci au Palais des expositions de Nice,. Dans l'entre-deux-tours, il publie dans Minute (alors classé à droite) une tribune intitulée « Pas avec les complices du FLN » et destinée à convaincre les lecteurs de se résoudre à voter pour Giscard pour éviter la gauche ce qui était la position officielle de l'hebdomadaire. Après son élection à la Présidence de la République, Valéry Giscard d'Estaing reçoit une lettre de Jean-Claude Dischamps dans laquelle il le met en garde : « Attention, Médecin aurait trempé dans des affaires louches ». Jacques Médecin n'est pas retenu dans le gouvernement Chirac I. Pour autant, en septembre 1975, il quitte le groupe parlementaire centriste des Réformateurs pour s'apparenter à celui des Républicains indépendants. Le ministre de l'Intérieur Michel Poniatowski lui promet une prochaine entrée au gouvernement, au Tourisme.
En mai 1974, Jacques Médecin, qui est depuis sa première élection à l'Assemblée nationale vice-président du groupe parlementaire d'amitié France-Afrique du Sud, décide de jumeler Nice avec Le Cap, capitale législative de l'Afrique du Sud alors sous le régime de l'apartheid. Cette décision le place au centre d'une polémique dans le monde politique. Le jumelage a lieu le 6 juillet à la villa Masséna en présence du maire du Cap David Bloomberg. À cette occasion, Jacques Médecin déclare qu'il n'y a pas en Afrique du Sud de « ségrégation correspondant à un esclavage, mais un développement parallèle de deux populations ». Il explique que « pour comprendre l'esprit libéral qui anime le peuple sud-africain, il faut aller sur place ». Néanmoins il assure que les choix de relations internationales d'une municipalité n'expriment pas l'approbation d'un régime politique, en évoquant le fait que Nice soit également jumelée avec Yalta en URSS.

### 1976: entrée au gouvernement
Lors du remaniement du gouvernement Chirac I du 12 janvier 1976, il est nommé secrétaire d'État au Tourisme, auprès du ministre de la Qualité de la vie, André Fosset (CD), qui fait également son entrée au gouvernement. Il y remplace le républicain indépendant Gérard Ducray. Il est reconduit dans cette fonction en août 1976 dans le gouvernement Barre I qui fait suite à la démission de Jacques Chirac de son poste de Premier ministre. Il est cette fois-ci rattaché au ministre gaulliste Vincent Ansquer. Lors des discussions sur la loi de finances de 1977, il énonce que ses priorités consistent à inciter les Français à partir en vacances, notamment par le financement des équipements pour le tourisme social, le développement du camping et de la petite hôtellerie, à promouvoir la France comme destination touristique auprès des Français comme des étrangers, avec un accent mis le marché américain, ou encore à favoriser l'étalement des vacances dans le temps et dans l'espace, et à développer le tourisme dans les zones rurales. En décembre 1976, il est à l'origine de la création de l'Association française d'action touristique (AFAT), un organisme destiné à faire la promotion des destinations touristiques françaises et composé de représentants de l'État et des comités régionaux de tourisme, de représentants des organismes socio-professionnels du tourisme, et de sociétés privées.

### 1976-1979: mise en difficulté
Si l'année 1976 est bénéfique pour lui avec sa nomination au gouvernement et sa première réélection à la présidence du conseil général des Alpes-Maritimes, elle est aussi le début d'une période difficile marquée par les dissidences et les élections laborieuses. Bien qu'il ne soit personnellement pas mis en cause, il se voit également associé à diverses affaires judiciaires qui secouent Nice ; la presse s'en fait fortement l'écho, et parle alors très régulièrement de lui,.

#### Dissidences
En 1976, il subit plusieurs dissidences dans son camp. En février 1976, Robert Calviéra, secrétaire général de la mairie depuis 1967, prend sa retraite, jugeant périlleuse la gestion financière de la municipalité. Lors des élections cantonales de mars 1976, le premier adjoint au maire Eugène Tonietti se présente dans le canton de Nice-1 contre Raoul Bosio, le candidat officiel médeciniste, troisième adjoint au maire et conseiller général sortant,. En janvier 1975, Eugène Tonietti avait commencé à critiquer ouvertement le maire de Nice en lui reprochant une utilisation du budget municipal pour son confort personnel. Nettement battu, il est écarté quelques jours plus tard de sa délégation de premier adjoint au profit de Raoul Bosio,. En décembre 1976, Jacques Bounin, conseiller municipal délégué aux affaires culturelles et ancien député, donne sa démission, affirmant être en désaccord avec la gestion de la municipalité depuis 1974. Depuis plusieurs mois, il s'opposait au maire, intervenant en séance du conseil municipal pour contester de « mauvaises méthodes de travail » ainsi que le jumelage de la ville avec Le Cap.

#### Accusations de liens avec Spaggiari
Après le casse de la Société générale à Nice (qui a lieu en juillet 1976), il s'exclame devant les caméras de Philippe Bouvard : « Chapeau ! ». Après l'arrestation en octobre 1976 d'Albert Spaggiari, soupçonné d'être le cerveau du casse, la presse rapporte que ce dernier, outre le fait qu'il exerce son métier de photographe lors des mariages à la mairie de Nice, dispose d'un réseau de relations dans les services municipaux niçois ; les enquêteurs et la presse s'interrogent sur la possibilité qu'il se soit procuré par ce biais les plans des égouts de la ville, nécessaires au casse. D'autre part, en octobre, peu avant son arrestation, Albert Spaggiari participe à un voyage d'affaires au Japon organisé par la mairie de Nice pour l'inauguration d'une exposition sur les trésors des musées de la Côte d'Azur,. Jacques Médecin fait partie du voyage et sera obligé de se justifier : « Naturellement, je connais Spaggiari, comme je connais des milliers de Niçois. Je l'ai vu à la mairie (…) exerçant son métier de photographe. (…) Je ne l'ai pas vu dans l'avion qui a transporté le groupe des Niçois à Tokyo ». Il dénonce alors un « amalgame fabriqué » par les journalistes, relevant d'une « offensive électorale ». Plus tard, il expliquera : « À coups de sous-entendus et en pratiquant toujours le système de l'amalgame, le grand orchestre rouge de la presse gauchiste s'employa à juxtaposer mon nom et celui de Spaggiari sans jamais toutefois oser parler d'amitié ou de complicité ».
Spaggiari est membre des Républicains indépendants. Cette adhésion a pu s'être faite par amitié pour Jean Toesca, un proche du maire de Nice, dans le cadre d'une opération de Jacques Médecin visant à neutraliser son adversaire républicain indépendant Fernand Icart, en prenant le contrôle de la section niçoise du parti via l'adhésion de plusieurs centaines de ses partisans. D'après Bernard Bragard et al. dans leur ouvrage J.M. Le feuilleton niçois, Fernand Icart, à qui la police a appris que 41 de ses militants du troisième secteur de Nice (tous parrainés par le conseiller municipal médeciniste Jacques Bixio) étaient « fichés pour proxénétisme, vol, attaque à main armée… » a déclaré que « Jacques Médecin a voulu noyauter son opposition ».
Albert Spaggiari gravitant dans les milieux de l'extrême droite, cette affaire amène également la presse à faire état des liens supposés de Jacques Médecin avec cette famille politique, notamment en affirmant que son entourage professionnel proche compte des personnalités qui en proviennent, faisant référence en particulier à des anciens étudiants de la faculté de droit de Nice, qui étaient à la tête de l'Association générale des étudiants de Nice (Agen), comme Michel Falicon et Hélène Matteï, (association dont Le Monde dira qu'elle est « connue, après 1968, pour la dureté de ses barres de fer »). Jacques Médecin réfute alors le lien qui est fait entre ses proches collaborateurs et l'extrême droite : « Dire qu'Untel est militant d'extrême droite parce qu'il a présidé une association d'étudiants qui s'est valablement opposée à la mainmise communiste sur la faculté de droit de Nice en 1968, ou proclamer que tel autre est fasciste parce qu'il n'accepte pas les menées révolutionnaires d'excités irresponsables me parait un peu fort ».
Pour le journaliste Raoul Mille, proche de Jacques Médecin, la proximité supposée entre ce dernier et Albert Spaggiari a été construite par des journalistes locaux. Dans son ouvrage Une dynastie foudroyée, il affirme : « ayant connu personnellement Bert, je peux assurer qu'il ne fréquentait guère Médecin, pas plus qu'il ne l'appréciait comme homme politique ». Il soutient que le « pedigree » de Spaggiari a été utilisé pour « mouiller » Médecin, « en cumulant les prétendues sympathies du maire pour l'extrême droite et ses supposées complaisances pour les gangsters. En réalité rien, absolument rien ». Les répercussions médiatiques de cette affaire auront des conséquences dans le parcours politique de Jacques Médecin : les autres membres du gouvernement et les dirigeants des Républicains indépendants se détournent alors de lui ; il raconte qu'en revanche Jacques Chirac lui écrit une lettre pour lui assurer que, s'il avait été Premier ministre, il l'aurait longuement reçu et aurait effectué ensuite une déclaration publique de soutien. Cette démarche pourrait avoir conduit plus tard Jacques Médecin à rejoindre le RPR.

#### Amitié avec Jean-Dominique Fratoni

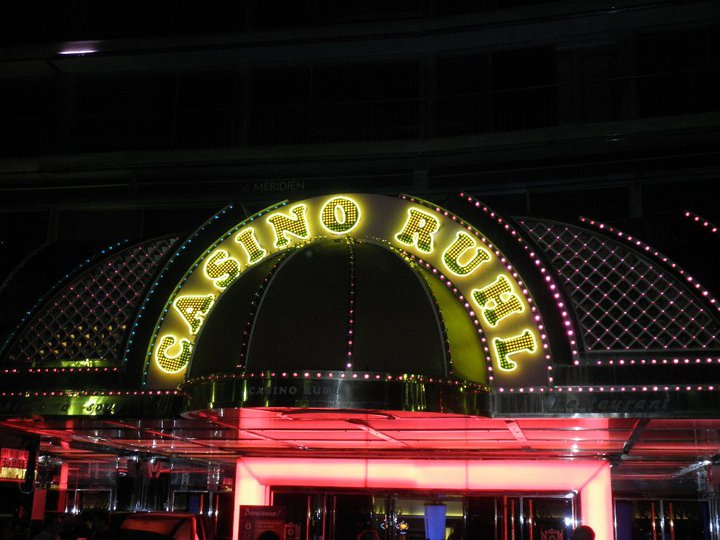
Le casino Ruhl à la tête duquel se trouvait Jean-Dominique Fratoni, ami de Jacques Médecin et acteur de la guerre des casinos.

À cette époque a lieu également la « guerre des casinos » dans laquelle Jean-Dominique Fratoni, un ami de longue date de Jacques Médecin, est l'un des principaux protagonistes. En 1968, Fratoni a acquis le casino-club, un petit casino niçois aux mises modestes. La municipalité lui accorde un prélèvement favorable : 4 % sur les recettes au lieu des 15 % habituels. La fermeture du casino municipal de Nice en 1969 amène à la création d'un nouveau casino, plus moderne et clinquant, inauguré en février 1975, qui récupère la licence des jeux du casino municipal : le casino Ruhl, construit à l'emplacement de l'ancien hôtel Ruhl qui été démoli, et dont Jean-Dominique Fratoni prend la tête. En décembre 1975, Jacques Médecin se réjouit : « Jean-Dominique Fratoni a tenu son premier pari. Celui-ci consistait à faire en sorte que Nice redevienne la capitale du jeu. Voici chose faite puisque le casino Rhul est devenu le rendez-vous des gros joueurs du monde entier ». En deux ans (ou un an selon les sources), le Ruhl devient le deuxième plus important casino français. Les deux hommes rêvent d'un Las Vegas méditerranéen à Nice.
Jean-Dominique Fratoni cherche également à prendre le contrôle du rival du Ruhl, le casino du Palais de la Méditerranée. Un soir de juillet 1975, une partie de trente et quarante, à laquelle prennent part des truands notoires, provoque une perte de 5 millions de francs pour le Palais de la Méditerranée qui n'est pas en mesure de payer. Fratoni propose à Renée Le Roux, nouvelle PDG du Palais de la Méditerranée, de racheter le casino, ce qu'elle refuse. En juin 1977, par l'intermédiaire de l'avocat Maurice Agnelet, Fratoni achète le vote d'Agnès Le Roux, la fille de Renée Le Roux, pour 3 millions de francs, ce qui permet de mettre en minorité cette dernière au cours de l'assemblée générale du casino, et ce qui conduit Fratoni à mettre la main sur celui-ci. En octobre 1977, Agnès Le Roux disparaît mystérieusement. Jacques Médecin déclare dès juillet 1977 que le Palais de la Méditerranée « pourrait bien laisser la place à des salles de congrès et à un complexe hôtelier ». En septembre, alors qu'il avait affirmé que le Palais n'était pas rentable et que la municipalité serait intéressée par le racheter pour en faire un palais des festivals, Renée Le Roux dénonce la « convergence évidente entre le plan mis en œuvre par Jean-Dominique Fratoni [pour prendre le contrôle du Palais] et l'intérêt que M. Médecin porte à ce dernier ». Le casino du Palais de la Méditerranée dépose le bilan en avril 1978 du fait de la politique anti-commerciale mise en place par ses nouveaux dirigeants. Plus tard, les liens de Jean-Dominique Fratoni, qui a pris la fuite, avec une filière de blanchiment d'argent italienne seront exposés. Il sera condamné par contumace trois fois par la justice en 1983. Alors qu'il est en fuite, sous le coup d'un mandat d'arrêt, la revue médeciniste L'Action-Nice-Côte d'Azur lui donne longuement la parole en septembre 1980 ; il y explique que des problèmes de santé l'empêchent de revenir à Nice à court terme.

#### Urbain Giaume et méprises duCanard enchaîné
En juillet 1977, l'hebdomadaire Le Canard enchaîné publie une photographie prise en 1974 de Jacques Médecin et de Valéry Giscard d'Estaing jouant à la pétanque dans sa villa Lou Soubran. À l'arrière-plan, un homme est identifié par le journal comme étant Urbain Giaume, une figure du grand banditisme niçois, connu en premier lieu pour des trafics de drogue. L'information est reprise par L'Humanité et Rouge. L'homme s'avère en fait être un poissonnier niçois. Jacques Médecin poursuit les trois journaux en diffamation, réclamant 18 millions de francs de dommages et intérêts. Il dénonce des attaques à caractère politique qu'il qualifie de « campagne hargneuse de dénigrement dont il fait l'objet de la part de la presse d'extrême gauche et de l'ultra-gauche qui par l'intimidation essaie de culpabiliser et réduire au silence tous ceux qui, comme moi, ne cessent de dénoncer les dangers de l'alliance socialo-communiste ». En avril 1978, Le Canard enchaîné est condamné pour diffamation, et les deux autres journaux pour avoir repris la fausse information. Outre une amende de 2 000 francs, ils doivent verser 1 franc symbolique à Jacques Médecin.
Cependant, Jacques Médecin ayant déclaré qu'il ne connaissait Urbain Giaume « ni d'Éve ni d'Adam », Le Canard enchaîné révèle des documents de police qui montreraient qu'il a rencontré Urbain Giaume en 1970 à propos d'une opération immobilière concernant le Ruhl,. En 1981, il reconnaîtra l'avoir reçu à deux reprises en 1975 dans son bureau de la mairie, notamment à propos de la mesure de fermeture administrative qui avait été prise contre son établissement, le Mayfair, situé place Masséna. Il admettra être intervenu auprès du préfet des Alpes-Maritimes pour l'aider à « écourter » cette mesure et justifiera cette intervention par les « intérêts touristiques de la ville ». Il affirmera qu'il ne savait alors pas à l'époque qu'Urbain Giaume était poursuivi pour trafic de drogue, et réfutera la rumeur selon laquelle Urbain Giaume aurait milité pour son père et lui, en affirmant qu'au contraire il fut un « adversaire résolu en tant que membre du mouvement gaulliste et responsable du SAC dans les Alpes-Maritimes ; en 1974, encore, il dirigeait la permanence électorale de M. Jacques Chaban-Delmas, à Nice ».
En août 1977, Le Canard enchaîné affirme qu'une société de promotion immobilière en contrat avec la municipalité niçoise a mis à disposition de Jacques Médecin un avion de tourisme. En fait cet avion appartenait à l'avionneur Aviasud. Poursuivi également pour diffamation, le journal plaidera l'erreur commise de bonne foi.

#### Victoire de justesse aux municipales de 1977
C'est dans ce contexte marqué par les affaires que les élections municipales de mars 1977 ont lieu. Pour ce scrutin, la ville de Nice est découpée en trois secteurs. Jacques Médecin prend la tête d'une liste dans le deuxième secteur mais les trois listes médecinistes portent le nom de M.E.D.E.C.I.N pour Mouvement pour l'expansion, le développement économique de la cité et les intérêts de Nice. Contrairement aux élections municipales précédentes, il réussit à rassembler la droite : médecinistes, FNRI et RPR, ainsi que deux socialistes qui l'avaient rejoint en 1971 (Thérèse Roméo et Roger Prioris). Ses adversaires principaux sont les listes d'Union de la gauche dominées par le PCF dont le chef de file est Charles Caressa.
La gauche lui reproche des subventions qu'il distribuerait de manière trop importante à certaines associations. Il riposte en parlant des marchés publics qui seraient truqués dans les municipalités communistes. Deux autres sujets font polémiques : tout d'abord celui du terrain de l'ancien hospice de la Charité, en bordure de l' avenue Jean-Médecin, qui a été vendu par la ville à la société Nice-Étoile, propriété d'un promoteur immobilier anglais, pour qu'elle y édifie un centre commercial mais dont les travaux n'avancent pas plusieurs années après l'octroi du permis de construire. Et celle d'une grande opération de promotion immobilière sur le mont Vinaigrier confiée au beau-frère de Jacques Médecin, l'architecte Jean-Claude Aragon. À l'occasion de cette campagne, Jacques Médecin publie un livre intitulé Onze ans de vie commune. Dans celui-ci, il attaque violemment la gauche : « [Les Français] découvriront les méfaits du Programme commun de gouvernement de la gauche, comme ils ont découvert les horreurs de Mein Kampf, dix ans après que tout leur ait été expliqué noir sur blanc ». Par ailleurs, il se fait remarquer par ses affiches. Sur l'une on peut lire : « Une bonne tête, un visage ouvert et le regard franc, il a tout cela. Regardez les autres… Sinistres ». Sur une autre, on voit la chanteuse Mireille Mathieu déclarer : « Si j'étais Niçoise, je voterais Médecin », ce à quoi un autocollant apposé par des opposants répond : « Dimanche, je vais pouvoir voter Médecin », signé Spaggiari (ce dernier s'était évadé du bureau du juge d'instruction trois jours avant le premier tour).
Au premier tour, ses listes arrivent en tête dans les trois secteurs avec environ 45 % des voix, mais elles sont toutes talonnées par les listes d'Union de la gauche (entre 40 et 41 %),. Ce faible écart entre les deux listes principales n'était pas attendu. L'hebdomadaire L'Express parle d'un maire « sonné comme un boxeur (...) surpris par le punch de son adversaire », alors que Le Monde estime que « les Niçois ne reviennent pas de leur audace (...) ils ont porté un coup sévère au mythe d'invincibilité de leur maire ». Le score d'un autre adversaire constitue également une surprise : les listes d'Henri Roubault, qui rassemblent le Mouvement des démocrates et des écologistes, atteignent autour de 14 %, ce qui met en lumière un pan de l'électorat déçu par Jacques Médecin mais se refusant pour autant à voter communiste. Certains proches du maire expliquent ces résultats décevants par le sentiment de délaissement que les Niçois ressentent depuis la nomination de Jacques Médecin au gouvernement.
Durant l'entre-deux-tours, Jacques Médecin bénéficie de l'appel de Fernand Icart (chef de file historique des Républicains indépendants à Nice qui avait présenté une liste aux élections municipales de 1971) à faire barrage aux communistes. Henri Roubault, dont les listes sont éliminées, ne donne quant à lui pas de consigne de vote à ses électeurs, mais Jacques Médecin leur envoie un message en parlant de « protéger Nice contre l'invasion du béton ». Enfin l'organisation militante médeciniste se montre très efficace : 16 000 coups de téléphone sont passés aux électeurs abstentionnistes du premier tour dont les noms ont été relevés sur les listes d'émargement. Le second tour aboutit à la victoire de justesse des listes de Jacques Médecin : sur toute la ville, il recueille 72 888 voix (50,33 %), soit 966 voix de plus que celles des listes d'Union de la gauche (49,67 %). Il l'emporte dans les trois secteurs mais d'une très courte tête à chaque fois : entre 294 et 340 voix d'avance selon les secteurs. Cela lui suffit pour gagner la totalité des sièges du conseil municipal et continuer à ne pas y avoir d'opposition. Tout en appelant la majorité municipale à « tirer les conséquences de ce scrutin », Nice-Matin juge que la liste de gauche a échoué en raison de la place trop importante qu'y occupait le Parti communiste français.

#### Législatives de 1978 et fin de l'expérience gouvernementale
Lors des élections législatives de mars 1978, toujours dans la 2e circonscription des Alpes-Maritimes, il affronte le général gaulliste d'opposition François Binoche soutenu par le PCF qui décide de ne pas présenter de candidat. François Binoche faisait partie de la Cour militaire de justice qui a condamné à mort certains membres de l'Organisation de l'armée secrète (OAS) au début des années 1960. Durant la campagne, la revue médeciniste L'Action-Nice-Côte d'Azur le qualifie de « juge assassin de Bastien-Thiry et de Degueldre ». Face à eux se trouvent également Jacques Randon du Parti socialiste ainsi que le chef de file local du RPR Jacques Schonbach,. Jacques Randon attaque notamment Jacques Médecin sur les affaires qui secouent Nice en dénonçant « une ville livrée à l'affairisme, aux scandales immobiliers, et où la "mafia" des casinos de la Côte d'Azur fait main basse sur le Palais de la Méditerranée (…), le scandale du parking de la Charité (…), les affaires Spaggiari, Giaume (…), De Portu ». Mais la situation apparaît relativement facile pour Jacques Médecin avec la présence d'un gaulliste d'opposition dont le passé ne peut que déclencher l'hostilité d'une grande partie des nombreux rapatriés d'Algérie qui vivent à Nice. Au premier tour, il arrive en tête avec 27 462 voix soit 39,5 % devant le socialiste Jacques Randon (14 744 voix soit 21,2 %), François Binoche (10 515 voix soit 15,1 %) et le candidat RPR (8 338 voix soit 12,0 %). Le duel du second tour lui donne une victoire confortable avec 41 077 voix (57,4 %), soit 10 577 voix de plus que Jacques Randon (42,6 %). Par ailleurs, la droite remporte tous les sièges dans les autres circonscriptions de Nice et des Alpes-Maritimes.
Après les élections législatives, affaibli par les affaires qui ébranlent Nice et évité par ses collègues du gouvernement en raison de son image désormais sulfureuse, il n'est pas reconduit dans le nouveau gouvernement Barre III qui entre en fonction début avril 1978, et le poste de secrétaire d'État au Tourisme disparaît. Raymond Barre lui déclare : « Vous n'avez pas démérité, mais vous ne faites plus partie de mon nouveau gouvernement ».

#### Séjours à l'étranger et conflit avec le Parti républicain
Au cours de l'année 1978, il s'absente de France pour séjourner assez longuement à l'étranger. Ces absences suscitent les critiques ainsi que des rumeurs selon lesquelles il s'apprêterait à démissionner de ses mandats. La première absence a lieu en juin sans que ce départ ne soit expliqué : « parti sans laisser d'adresse » affirme alors Nice-Matin. Lors de son voyage, Jacques Médecin fait savoir qu'il est en Argentine pour assister à la Coupe du monde de football 1978 à l'invitation d'un ami et qu'il n'a pas l'intention de démissionner. Peu après, du 20 juillet à début septembre, il s'absente à nouveau pour gagner cette fois-ci Los Angeles. Depuis son lieu de villégiature, il donne un entretien au journal Le Monde dans lequel il explique cette absence par les difficultés qu'il traverse dans sa vie personnelle qui le conduisent à s'éloigner de son « milieu familial ». Il vient en effet d'entamer une procédure de divorce et est parti rejoindre la Californienne Ilene Graham, sa future seconde épouse (voir Famille). Il dément à nouveau toute intention de démissionner de son mandat de maire, tout en laissant entendre qu'il pourrait abandonner celui de président de conseil général après les élections cantonales de 1979.
Il fait également un parallèle entre les « dossiers » que prétendraient avoir ses adversaires sur lui avec les « dossiers » que prétendaient, selon lui, avoir les adversaires de son père Jean Médecin en son temps lorsqu'il combattait le gaullisme. Il affirme qu'« en revanche, [son] père [lui] a laissé, à sa mort, un dossier d'une centaine de feuillets concernant un certain nombre de personnes à Nice ». Par ailleurs, il attaque les conseillers municipaux de sa majorité qui le critiquent et qui prépareraient la constitution d'une liste dissidente aux prochaines élections municipales ; il y voit l'action des dirigeants nationaux du Parti républicain (PR) : « s'il doit y avoir demain une rébellion au sein du conseil municipal, je sais qu'elle ne sera pas d'origine niçoise. Elle aura été télécommandée par une intrigue venant d'un autre niveau politique (…) Cela vient simplement de Paris, qui est très à l'écoute des rumeurs et où l'on a de plus en plus une mentalité de flic ». Il menace à demi-mot de rejoindre le RPR de Jacques Chirac : « Il est évident que si je gêne quelqu'un au PR, je m'en irai sans verser de larmes. Les chiraquiens seraient, bien sûr, très attentifs à mon départ, car homme très puissant et toujours capable de renverser une majorité à Nice en faveur de l'un ou l'autre des candidats aux élections présidentielles. » Néanmoins à son retour début septembre 1978 à Nice, il inaugure l'université d'été du Parti républicain, et assure à cette occasion son soutien aux dirigeants du parti giscardien et à l'action du Président de la République.

#### Défaite aux municipales partielles de 1978
Le Conseil d'État ayant annulé en octobre 1978 les élections municipales de 1977 dans le troisième secteur de la ville, un nouveau scrutin est organisé en décembre 1978. Cette annulation a pour origine la distribution d'un tract anonyme accusant à tort la tête de liste communiste du troisième secteur, Virgile Pasquetti, d'émission de chèques sans provision et de détournement de fonds,. Jacques Médecin ayant été élu dans le deuxième secteur, il ne se présente pas directement à cette élection ; la liste médeciniste est menée par son adjoint aux affaires culturelles Roger Binda (RPR). Elle fait notamment face à une liste réunissant les partis de gauche (PS, PCF, MRG), l'Union des gaullistes de progrès (UGP) de François Binoche (qui figure sur la liste), et Henri Roubault qui conduisait en 1977 la liste jobertiste et écologiste dans ce même secteur. La liste est menée par le communiste Virgile Pasquetti mais le poids attribué au PCF y a été volontairement réduit par rapport à ce à quoi il aurait pu prétendre.
Le climat des affaires qui continuent de secouer Nice joue en défaveur de Jacques Médecin, de même que ses longues absences au cours de l'année écoulée. L'évêque de Nice Jean Mouisset intervient pour dénoncer l'immoralité qui aurait selon lui gagné la ville, laquelle serait devenue un « centre de tripots ». Deux jours avant le scrutin, le quotidien Nice-Matin juge que la victoire de la liste d'opposition serait positive pour la démocratie. Enfin, le fait que la majorité municipale soit acquise à Jacques Médecin quelle que soit l'issue de cette élection, favorise la liste de gauche en décomplexant les électeurs qui craindraient un trop grand changement. La liste médeciniste est ainsi battue dès le premier tour, ne recueillant que 12 600 voix (soit 43,58 %) contre 14 719 voix (50,91 %) pour la liste de Virgile Pasquetti qui remporte la totalité des 14 sièges en jeu. Pour la première fois, Jacques Médecin a une opposition au conseil municipal. Il déclare que ces nouveaux élus « constitueront un élément permanent de perturbation au sein du conseil municipal mais nous nous y habituerons ».

#### Réélection très serrée aux cantonales de 1979
Lors des élections cantonales de mars 1979, il est mis en ballottage dans le canton de Nice-5. Alors qu'il avait été largement élu dès le premier tour en 1973, il recueille cette fois-ci 40,35 % des voix contre 20,39 % pour le socialiste Hervé Dupont, un professeur d'histoire et géographie qui se présente à sa première élection, 17,10 % pour la communiste Mireille Gouhaux, 13,54 % pour le radical de gauche Jean Hancy, un ancien conseiller municipal de Jacques Médecin, et 8,60 % pour Jacques Schonbach (RPR). Le total des voix des gauche atteint 51 % ; la candidate PCF se désiste en faveur d'Hervé Dupont et Jean Hancy appelle à voter pour ce dernier. Le candidat RPR est quant à lui plus réservé sur son appel à voter pour Jacques Médecin et négocie son ralliement. Au second tour, Jacques Médecin l'emporte d'une courte tête, avec 145 voix d'avance sur 13 342 votants. Il met cette difficile réélection sur le compte de son engagement au sein de la majorité présidentielle et du gouvernement, dont il prend alors ses distances : « Mes électeurs sont, dans l'ensemble, des opposants à l'État qui ont pu croire que j'étais devenu le complice des injustices dont ils sont victimes. »
Le Parti socialiste accuse Jacques Médecin d'avoir gagné grâce à des « procurations douteuses » dans le premier bureau du canton, de la part d'électeurs qui résident à Pondichéry ; ce bureau a donné un score très important à Jacques Médecin. Il désigne ainsi ce dernier sous l'appellation de « conseiller général de Pondichéry ». Un recours en annulation est formulé par Hervé Dupont auprès du tribunal administratif de Nice mettant en cause la validité de 174 procurations. Mais ce recours est rejeté, suivant en cela les conclusions du commissaire du gouvernement qui n'établit qu'à une trentaine le nombre de procurations jugées irrégulières.

#### Candidature aux européennes de 1979
Il se présente aux élections européennes de juin 1979, les premières au suffrage universel direct, sur la liste conduite par Philippe Malaud et intitulée Union de défense interprofessionnelle pour une France indépendante dans une Europe solidaire (UDIP-FIDES). Il est positionné en troisième position sur cette liste, derrière Pierre Poujade, ancien responsable de l'Union de défense des commerçants et artisans. Lors de la campagne, il met en avant ses convictions pro-européennes : « Dès 1945, j'ai adhéré au Mouvement fédéraliste européen et je me suis toujours battu pour l'unité européenne. Ma candidature se situe dans le droit fil de mes engagements antérieurs ». L'une des affiches de la liste dénonce la « bande des quatre » qui « confisquent la radio et la télévision à leur profit ».
Cette décision de se présenter sur une petite liste qui a peu de chances d'atteindre un score qui lui donnerait des élus, et face à la liste de son propre parti l'UDF, peut sembler étonnante. L'une des hypothèses d'explication rapportées par le journal Le Monde est qu'il chercherait à démontrer son influence électorale dans les Alpes-Maritimes auprès de Valéry Giscard d'Estaing afin que celui-ci ne cherche pas à l'évincer ultérieurement. Il affirme que, bien que se présentant sur une liste concurrente à celle soutenue par le chef de l'État, sa « fidélité [à ce dernier] ne peut être mise en doute ». La liste recueille 1,40 % des voix au niveau national, et 3,27 % dans les Alpes-Maritimes. Le journal Nice-Matin assène : « le maire essuie là une cuisante mais indéniable défaite. »

### 1980-1985

#### Larges succès électoraux et basculement au RPR
En septembre 1980, il prend part à la création d'un comité de soutien à Ronald Reagan, alors candidat à l'élection présidentielle américaine de 1980. Parmi les autres membres de ce comité se trouvent Philippe Malaud et Pascal Gauchon du PFN. Il est en janvier 1981 l'une des rares personnalités françaises à participer au bal inaugural du premier mandat (en) de Reagan.
Au premier tour de l'élection présidentielle de 1981, bien que toujours membre du Parti républicain et du groupe UDF à l'Assemblée nationale, il décide de soutenir Jacques Chirac plutôt que Valéry Giscard d'Estaing. Il explique ce choix par « la dénonciation du dirigisme étatique dont la province se sent écrasée et de la bureaucratie envahissante […] pour lesquelles nous n'avions pas voté en 1974 ». Lors d’un rassemblement du candidat RPR à Nice le 8 mars 1981, au théâtre de verdure, devant cinq mille personnes, il prononce un discours. Ce soutien affiché de la part d'un antigaulliste historique étonne et mécontente certains militants gaullistes locaux ainsi que certains de ses partisans, notamment des rapatriés d'Algérie. En vue du second tour, après l'élimination de Jacques Chirac, il apporte son soutien à Valéry Giscard d'Estaing « face à un danger de société collectiviste ». Malgré l'élection de François Mitterrand et la poussée de la gauche aux élections législatives suivantes qui font suite à la dissolution de l'Assemblée nationale, il est réélu député dès le premier tour dans la deuxième circonscription des Alpes-Maritimes, avec 52,1 % des voix, face au socialiste Jean-Pascal Carlotti (33,4 %), et au conseiller général communiste Louis Broch (13,9 %). Au cours de la campagne, il dénonce « l'ambition [des socialistes] de gouverner avec les communistes aux ordres de Moscou », et défend la « Société de libertés » face aux « marxistes ». Les deux autres circonscriptions électorales niçoises voient en revanche la victoire au second tour des candidats de la gauche dont Max Gallo. À l'Assemblée nationale, il choisit de s'apparenter au groupe RPR, actant sa séparation de l'UDF.
En janvier 1982, l'écrivain britannique Graham Greene donne un entretien au Sunday Times dans lequel il annonce la parution de son ouvrage J'accuse ou Nice côté ombre qui dénonce la corruption qui selon lui gangrénerait la Côte d'Azur et particulièrement Nice où police et justice seraient entrées en collusion avec le Milieu. Cet entretien connait un fort retentissement médiatique et contribue à ternir l'image de la Côte d'Azur. Le « système Médecin » est à cette occasion mis en cause par divers journaux. En février, Jacques Médecin réagit dans Le Quotidien de Paris : « Les déclarations de ce vieux gâteux de 77 ans, qui semble vouloir se faire un coup de pub, ne m'impressionnent pas. S'il n'est pas heureux dans le Midi, il n'a qu'à vivre ailleurs. Ce qui m'agace particulièrement, c'est que ma ville soit systématiquement la cible de tous ceux qui veulent dégoiser sur le Midi de la France. Le Milieu niçois n'existe pas à proprement parler (…) c'est un Milieu corso-pied-noir qui ne contient pas de Niçois. » Graham Greene fournit toutefois peu de preuves de ce qu'il avance. La justice interdit la publication du livre en France pour atteinte à la vie privée.
À l'issue des élections cantonales de mars 1982, auxquelles il ne participe pas directement, il est réélu pour la quatrième fois à la tête du conseil général des Alpes-Maritimes, continuant de disposer d'une très large majorité (39 conseillers généraux sur 46). En vue des élections municipales de mars 1983, une alliance avec le Front national est évoquée. En novembre 1982, Jean-Marie Le Pen déclare lors d'un discours à Nice être « prêt à faire liste commune avec le maire sortant, d'abord parce que, dans 99 % des cas, Monsieur Jacques Médecin dit à peu près les mêmes choses que ce que je vous dis. » En janvier 1983, le maire de Nice explique que le FN l'a sollicité pour entrer sur sa liste mais qu'il rejette le nombre de places demandées tout en étant « d'accord sur le principe ». L'alliance n'a finalement pas lieu ; le Front national présente sa propre liste, tout comme Fernand Icart, qui entre en dissidence de l'UDF, laquelle soutient officiellement Jacques Médecin. Son adversaire principal reste néanmoins la liste d'union de la gauche menée par Max Gallo. La campagne est marquée par l'affaire des fausses factures, relatives à des marchés publics, qui touche en partie Nice et son centre hospitalier régional, et qui implique des proches de Jacques Médecin : son ancien beau-frère et architecte Jean-Claude Aragon (qui sera plus tard innocenté), l'un de ses adjoints René Pietruschi, et le conseiller municipal Gilbert Stellardo sont inculpés en février et mars 1983. Ces élections municipales sont pourtant largement remportées par Jacques Médecin dont la liste est élue dès le premier tour avec un score de 54,83 % et 90 353 voix, soit un nombre de voix record à des élections municipales à Nice, face à la liste de Max Gallo (31,25 %) et à celle de Fernand Icart (6,33 %). C'est un succès personnel pour le maire sortant eu égard au contexte et à la configuration de ces élections (une affaire de justice qui touche son entourage, la présence d'une liste dissidente de droite à l'image plus modérée, l'effacement du PCF au profit du PS au sein de la liste de gauche) et qui démontre le sentiment d'adhésion dont il fait l'objet.
Lors de la campagne pour les élections européennes de 1984, il refuse de présider le comité départemental de soutien à Simone Veil qui mène la liste commune UDF-RPR, et ne prend pas part à sa visite à Nice en juin 1984, officiellement en raison « malencontreusement » d'une séance du conseil général,. En février, il avait reçu en privé Jean-Marie Le Pen avant sa réunion publique à Nice à laquelle avaient assisté des élus médecinistes. Dans les Alpes-Maritimes, la liste de Simone Veil recueille un score quasiment égal à sa moyenne nationale (42,8 %), ce qui est inhabituel dans ce département ancré à droite, alors que la liste du Front national y réalise sa meilleure performance (21,39 % contre 10,95 % au niveau national).
À l'occasion de la manifestation pour l'École libre du 24 juin 1984, il fait voter par le conseil général des Alpes-Maritimes une subvention de 350 000 francs destinée à financer l'acheminement à Paris des participants azuréens. Cette délibération est annulée par le préfet.
Aux élections cantonales de mars 1985, comme d'autres élus RPR et UDF des Alpes-Maritimes, il passe des accords électoraux avec le Front national. Il reçoit ainsi le soutien du FN dès le premier tour dans son propre canton de Nice-5 ; de même que les médecinistes René Pietruschi (dans le canton de Nice-7) et Bernard Asso (dans le canton de Nice-10). Par ailleurs, dans quatre autres cantons de Nice (8, 11, 12, 14), il conclut un accord désistement réciproque avec le FN pour le second tour. À cette occasion, il déclare : « [Le FN] avait obtenu, l'an dernier, la moitié de nos voix. Nous étions donc obligés de nous entendre. Cela ne me gêne d'ailleurs pas le moins du monde. » Cet accord est un succès pour Jacques Médecin : il est réélu dès le premier tour dans son canton avec plus de 70 % des voix contre 28 % pour le candidat de la gauche, et les nombreux duels de second tour entre médecinistes et FN aboutissent à la victoire systématique de ces premiers,. Il est à nouveau réélu président du conseil général des Alpes-Maritimes.
Durant la période des « Événements », il s'implique contre le mouvement indépendantiste de Nouvelle-Calédonie. En janvier 1985, il co-organise une manifestation à Nice en faveur de la Nouvelle-Calédonie française au cours de laquelle il prononce un discours devant plusieurs milliers de personnes. En août, peu avant les élections régionales du 29 septembre 1985, il se rend en Nouvelle-Calédonie en compagnie de François Léotard et Roger Chinaud,. Leurs voitures sont caillassées par des indépendantistes à Thio, engendrant une polémique avec le gouvernement socialiste à propos de l'attentisme des gendarmes chargés de leur protection,. En septembre, il accompagne Jacques Chirac en visite en Nouvelle-Calédonie et y rencontre Jean-Marie Le Pen qu'il convainc de retirer sans contrepartie sa liste aux élections régionales néo-calédoniennes dans la région Centre pour ne pas gêner le RPCR, le principal parti anti-indépendantiste,.

#### 1985: premières affaires américaines
En septembre et octobre 1985, Le Canard enchaîné consacre plusieurs articles polémiques à Jacques Médecin, qui sont repris et complétés le 5 octobre 1985 par l'émission Droit de réponse animée par Michel Polac sur TF1.
Il est rendu publique l'information selon laquelle Jacques Médecin a été contrôlé en juillet 1984 par la douane américaine à l'aéroport de Los Angeles en possession de bijoux qu'il n'a pas déclarés, et a dû s'acquitter d'une amende du double de leur valeur. Le maire de Nice minimise l'incident, expliquant qu'il s'agit d'un malentendu avec la douane américaine qui a cru qu'il était résident américain, et qu'il a finalement payé de simples droits de douane. Par ailleurs, une ancienne collaboratrice aux États-Unis de Jacques Médecin, Claudette Pezenas, également ancienne amie intime de son épouse Ilene, interviewée dans Droit de réponse, l'accuse d'avoir importé illégalement aux États-Unis des bijoux et d'autres objets de valeur, et soutient également que son épouse et lui sont propriétaires aux États-Unis d'une maison à Beverly Hills, d'une autre à Pebble Beach, de terrains constructibles, de plusieurs comptes bancaires et d'au moins un important portefeuille d'actions,. Ceci contraste avec les faibles revenus fiscaux de Jacques Médecin en France. Dès mars 1982, Le Canard enchaîné avait révélé qu'un rapport du fisc constatait des « excédents de crédits bancaires inexplicables » chez Jacques Médecin alors que celui-ci n'était pas imposable depuis son divorce.
Par ailleurs, plusieurs démarches commerciales entreprises par Jacques Médecin aux États-Unis sont révélées. Claudette Pezenas détaille le montage complexe de sociétés qu'il y aurait mis en place. Un autre invité de Droit de réponse, Bernard Bragard, membre du cabinet de la ministre Georgina Dufoix et ancien attaché parlementaire de l'ex-secrétaire d'État socialiste Max Gallo, confirme ces propos en présentant comme preuves un certain nombre de documents dont certains a priori rédigés par Jacques Médecin lui-même. Il est expliqué que ce dernier aurait créé la société américaine American Regulation Corporation (ARC) qui a pour actionnaires à 80 % la Lanta Incorporated, une filiale (domiciliée aux Antilles néerlandaises) de la Serel, laquelle est une société niçoise de signalisation dirigée par Francis Guillot, et à 20 % la société panaméenne California Regulation Corporation (CRC) qu'aurait créée également Jacques Médecin. La société ARC aurait pour but d'importer à Los Angeles un système de régulation informatique des bus de la ville déjà mis en place à Nice par la Serel. La société CRC posséderait également Médicis Multitechnics qui servirait à commercialiser aux États-Unis les produits de JCDecaux ainsi que de la Compagnie générale de chauffe. Le rôle d'intermédiaire que Jacques Médecin exercerait entre la mairie de Los Angeles et la société JCDecaux pour l'installation de sanisettes fait l'objet d'une attention particulière. Un courrier qu'il a adressé à Claudette Pezenas est publié, dans lequel il lui enjoint : « Tu peux réclamer pour toi et moi 10 % sur la publicité susceptible d'être apposée sur les chiottes. » Le surnom donné alors à Jacques Médecin par Le Canard enchaîné, « Monsieur 10 % sur les chiottes », se popularise avec le retentissement médiatique de cette affaire, qui ne donnera néanmoins pas lieu à des poursuites judiciaire,,,. Enfin, Claudette Pezenas affirme que son salaire lui parvenait en provenance de Nice via l'Afrique, les Pays-Bas et Panama, et déclare avoir reçu des menaces de mort par téléphone de la part du maire de Nice et de son épouse,.
Jacques Médecin réagit en qualifiant l'émission de « procès politique » avant les élections législatives de mars 1986, parlant de « trucages, mensonges et diffamation » et de « l'étalage de la vengeance d'une femme ulcérée de n'avoir pas mérité de garder son emploi ». Il explique que c'est Claudette Pezenas qui a insisté pour qu'il devienne président d'ARC et qui a eu l'idée de créer Médicis Multitechnics, que c'est également elle qui lui a présenté un avocat qui lui a exposé un montage financier complexe, qu'elle a elle-même démarché la Serel, et que les sociétés en question n'ont jamais rapporté le moindre revenu. Il déclare par ailleurs que la maison de Beverly Hills a été achetée par son épouse avec le produit de la vente de l'appartement qu'elle possédait déjà, qu'ils ne possèdent pas de maison à Pebble Beach, et qu'il a fait amener des bijoux et autres objets de valeur en provenance de sa maison de Nice tout en les déclarant à la douane. Il confirme néanmoins qu'il ne paie pas l'impôt sur le revenu en France car ses indemnités d'élu local ne sont pas soumises à l'impôt, mais s'acquitte de l'ISF, et que son indemnité de parlementaire est versée intégralement à son ex-épouse au titre de pension alimentaire. Il porte plainte pour diffamation mais la justice le déboute face au Canard enchaîné et il finit par abandonner sa plainte contre Droit de réponse et ses participants,.

### 1986-1989

#### Polémiques sur le Ruhl et Fratoni
Début 1986 et depuis la fin de l'année 1985, Jacques Médecin est accusé de faire ralentir anormalement le processus de reprise de l'exploitation du casino Ruhl (fermé depuis 1982) par un groupe d'investisseurs, pour la plupart dirigeants d'autres casinos à l'étranger et en outre-mer, réunis au sein de la Société d'exploitation du grand casino de Nice (SGCN). Déjà auparavant, plusieurs offres de reprises s'étaient succédé et avaient échoué, soit parce qu'elles étaient soutenues par le clan de Jean-Dominique Fratoni mais rejetées par le ministère de l'Intérieur socialiste, soit inversement,. L'un des potentiels repreneurs, supposément non adoubé par Jean-Dominique Fratoni, avait même été assassiné en 1983. Dans le dossier de la SGCN, Jacques Médecin finit par déclarer vouloir attendre les élections législatives de mars 1986 et l'éventuel changement de majorité parlementaire au profit de la droite. En juin 1986, il fait voter par le conseil municipal un avis favorable à une nouvelle offre de reprise du casino, cette fois émanant de la Société niçoise des bains de mer (SNBM) dont la plupart des actionnaires sont des proches de Jean-Dominique Fratoni, parmi lesquels son gendre. En décembre 1986, le nouveau ministre RPR de l'Intérieur Charles Pasqua accorde à la SNBM l'autorisation de rouvrir le casino Ruhl. La réouverture a lieu en avril 1987 dans un contexte d'attentats à la bombe perpétrés à l'encontre des intérêts de deux responsables du casinos dont ceux de Max Gilli, un proche de Jacques Médecin.
En juin 1987, alors que Jean-Dominique Fratoni, toujours en fuite à l'étranger, cherche un point de chute à la suite du refus des autorités des Antilles néerlandaises de l'autoriser à poursuivre son séjour dans le pays, le ministre de l'Industrie et du Commerce du Paraguay Delfin Ugarte Centurion, présent par ailleurs à la soirée de réouverture du casino Ruhl, propose de l'accueillir au Paraguay. Le ministre déclare à cette occasion être intervenu à la demande de « [son] ami » Jacques Médecin, ce que ce dernier s'empresse de démentir.

#### Dernières victoires électorales sur fond de rivalité avec le FN
En vue des élections régionales de mars 1986, Jacques Médecin prône à nouveau la création d'une région Côte d'Azur, distincte de la région marseillaise, et menace de présenter une liste pour porter ce projet,. Le poids électoral de Jacques Médecin conduit le RPR et l'UDF à soutenir cette proposition,. Jacques Médecin ne présente pas finalement de liste, mais la région Côte d'Azur ne sera jamais créée.
Aux élections législatives de mars 1986, qui se déroulent au scrutin proportionnel départemental, il conduit la liste commune RPR-UDF dans les Alpes-Maritimes. Sa liste arrive largement en tête avec 44,01 % des voix devant la liste socialiste (23,51 %) et la liste FN (20,88 %), et obtient cinq députés sur les neuf du département. Son score est similaire sur la ville de Nice (44,39 %). Ces élections confirment la concurrence que représente pour Jacques Médecin le FN dans le département ; celui-ci y réalise en effet son deuxième score national et y fait élire deux députés dont le chef local du parti à Nice Jacques Peyrat,. À l'issue de ces élections, Jacques Médecin adhère pleinement au groupe RPR alors qu'il en était apparenté auparavant.
En février 1987, il fait concéder par la ville de Nice la chapelle désaffectée de la Visitation Sainte-Claire à la Fraternité sacerdotale Saint-Pie-X, contre l'avis de l'évêque de Nice François Saint-Macary.
En juin 1987, le conseil général des Alpes-Maritimes qu'il préside déclare son intention d'inscrire dans un système informatique les personnes qui sont dépistées positivement au VIH de façon confidentielle mais pas anonyme ; ceci, il est expliqué, afin de recueillir des données sur la diffusion du virus et prendre des décisions en matière de prévention. À cette époque, seuls les cas de SIDA font l'objet d'un recensement, qui est anonyme, avant que celui-ci soit élargi en 1999-2000 à tous les cas d'infection au VIH,. Devant les vives critiques de la CNIL et de la ministre de la Santé Michèle Barzach, il abandonne ce projet.
Également en juin 1987, un de ses proches, Jean Oltra, chargé de la communication de la ville, est à l'initiative d'un important rassemblement des pieds-noirs à Nice intitulé « 25 ans après ». L'événement réunit plusieurs dizaines de milliers de personnes pendant trois jours, avec notamment une grande exposition au Palais des expositions, un pique-nique à Cimiez et une messe sur la place Masséna, sur laquelle une grande croix est installée pour l'occasion, en présence de plusieurs personnalités politiques dont le Premier ministre Jacques Chirac,,. Jacques Médecin intervient plusieurs fois au cours du rassemblement, sur fond de rivalité avec le FN pour obtenir les faveurs de l'électorat pied-noir.
Lors de l'élection présidentielle de 1988, il s'engage pleinement et de façon remarquée en faveur de Jacques Chirac,. Le recevant à Nice en mars, celui-ci le qualifie publiquement de « maire exemplaire » et « exceptionnel ». Jacques Chirac n'arrivera pourtant qu'en troisième position à Nice avec 23,43 % des voix alors que Jean-Marie Le Pen est en tête avec 25,92 %. Lors des législatives qui suivent en juin, touché par la nouvelle loi sur le cumul des mandats, le maire de Nice choisit de n'être que le suppléant de la candidate Martine Daugreilh, sa chef de cabinet ajointe et membre du Club de l'Horloge, dans la deuxième circonscription des Alpes-Maritimes,. Dans les autres circonscriptions du département, il place également ses jeunes proches, surnommés alors, tout comme Martine Daugreilh, les « bébés médecin » : Rudy Salles dans la troisième, Christian Estrosi dans la cinquième, Jean-Claude Pastorelli, dirigeant des CACEL, comme suppléant dans la première, et son chef de cabinet Gérard Renaudo comme suppléant dans la septième. Ces « bébés médecin », de diverses origines sociales, vouent alors une admiration fidèle et déjà ancienne à leur mentor,,. Jacques Médecin déclare à ce propos : « J'ai auprès de moi dix maires potentiels dont aucun ne veut ma mort. » Par ailleurs, pour ces élections, sans attendre les consignes nationales du RPR et de l'UDF (réunis au sein de l'URC, l'Union du rassemblement et du centre), il annonce que ses candidats se retireront sans condition si le Front national arrive devant eux au premier tour. Il explique alors : « Si vous saviez comme je me fous des directives de l'URC ! M. Noir et M. Malhuret peuvent aller se faire taper où ils veulent, moi, je suis dans une tranchée et je ne regarde pas la couleur de l'uniforme de mes camarades de tranchée. Je me bats contre les marxistes, les léninistes, ceux par exemple qui pleurent les terroristes du FLNKS massacreurs de gendarmes français. » Néanmoins, tous ses candidats arrivent en tête, et c'est le FN qui se retire en échange de désistements en sa faveur dans les Bouches-du-Rhône. La droite remporte les neuf sièges de députés du département, alors même qu'au niveau national la gauche reconquiert la majorité parlementaire. Martine Daugreilh nomme Jacques Médecin comme assistant parlementaire.
Le 15 septembre 1988, à la suite de plusieurs assassinats d'enfants en France, il organise avec les députés Charles Ehrmann, Christian Estrosi, Martine Daugreilh et Rudy Salles, une manifestation silencieuse à Nice pour la rétablissement de la peine de mort. D'après Le Monde, cette manifestation réunit trois mille personnes. Elle est destinée en premier lieu à soutenir deux propositions de loi déposées par ces mêmes députés consistant à rétablir la peine de mort pour certains crimes et à instaurer des référendums d'initiative populaire relatifs notamment à ce sujet. La création d'une association pour le rétablissement de la peine capitale, présidée par le maire de Nice, est également annoncée à cette occasion. Le Front national, menée par son chef de file local Jacques Peyrat, se joint à cette manifestation, à la fin du cortège.
À l'issue des élections cantonales de septembre et octobre 1988 (où son siège n'est pas en jeu), sa majorité domine à nouveau de manière écrasante le conseil général des Alpes-Maritimes avec 46 sièges (soit 1 de plus) sur 51 (l'opposition est constituée de 5 élus communistes). Aux élections municipales de mars 1989 en revanche, il obtient son score le plus bas à ce type de scrutin au premier tour (42,86 %) face à la liste PS de Jean-Hugues Colonna (19,93 %), à la liste FN de Jacques Peyrat (18,29 %) et à trois autres listes de gauche qui totalisent ensemble 18,92 %. Le nombre de voix recueillies par sa liste (55 666) est le plus faible depuis son élection de 1966. Au second tour, il parvient néanmoins, avec une nette avance, pour la cinquième fois à conserver sa mairie, mais il s'agit de l'unique fois où il n'obtient pas de majorité absolue (46,76 %). La liste PS qui a fusionné avec celle du PCF réunit 33,57 % des suffrages ; et avec 19,67 %, le FN fait son entrée au conseil municipal. Pour l'universitaire Alain Garrigou, le « fief électoral [parait alors] vulnérable » et l'après-Médecin est ainsi désormais envisagé par certains de ses soutiens.

### 1989-1990: la chute
En mai 1989, il participe en Argentine à la campagne présidentielle du candidat du parti justicialiste Carlos Menem, à l'issue de laquelle ce dernier est élu,. Il envisage de lancer plusieurs projets immobiliers dans ce pays (palais des congrès, complexes hôteliers). En novembre 1989, il est fait grand officier de l'ordre de Mai par le président argentin,.

#### Le système des associations paramunicipales
Le 28 février 1989, l'ancien député socialiste Jean-Hugues Colonna et trois autres conseillers municipaux niçois d'opposition portent plainte contre Jacques Médecin pour délit d'ingérence,. Ils mettent en cause l'achat de publicités de 1986 à 1989 par des associations paramunicipales dans le journal L'Action Côte d'Azur dont le maire de Nice est l'actionnaire majoritaire via la SEGAT,. C'est dans le cadre de cette affaire que le 17 novembre 1989, il est inculpé par le conseiller à la cour d'appel de Grenoble Pierre Bérard pour délit d'ingérence,. Entre temps, en juin 1989, il vend ses parts dans la SEGAT à l'ancien gérant de cette dernière Jacques Olmi, qui était également par ailleurs gérant d'une filiale de la Serel de Francis Guillot.
Cette plainte relance surtout les enquêtes fiscales et judiciaires, débutées plusieurs années auparavant, autour des comptes de Jacques Médecin et de celui des associations paramunicipales niçoises. En novembre et décembre 1989, les journalistes Jacques Cotta et Pascal Martin révèlent sur Antenne 2, l'enquête en cours sur les versements effectués par l'association municipale Nice-Opéra aux sociétés Costa Real et Oceania Systems dont les policiers soupçonnent Jacques Médecin d'être le bénéficiaire,,.

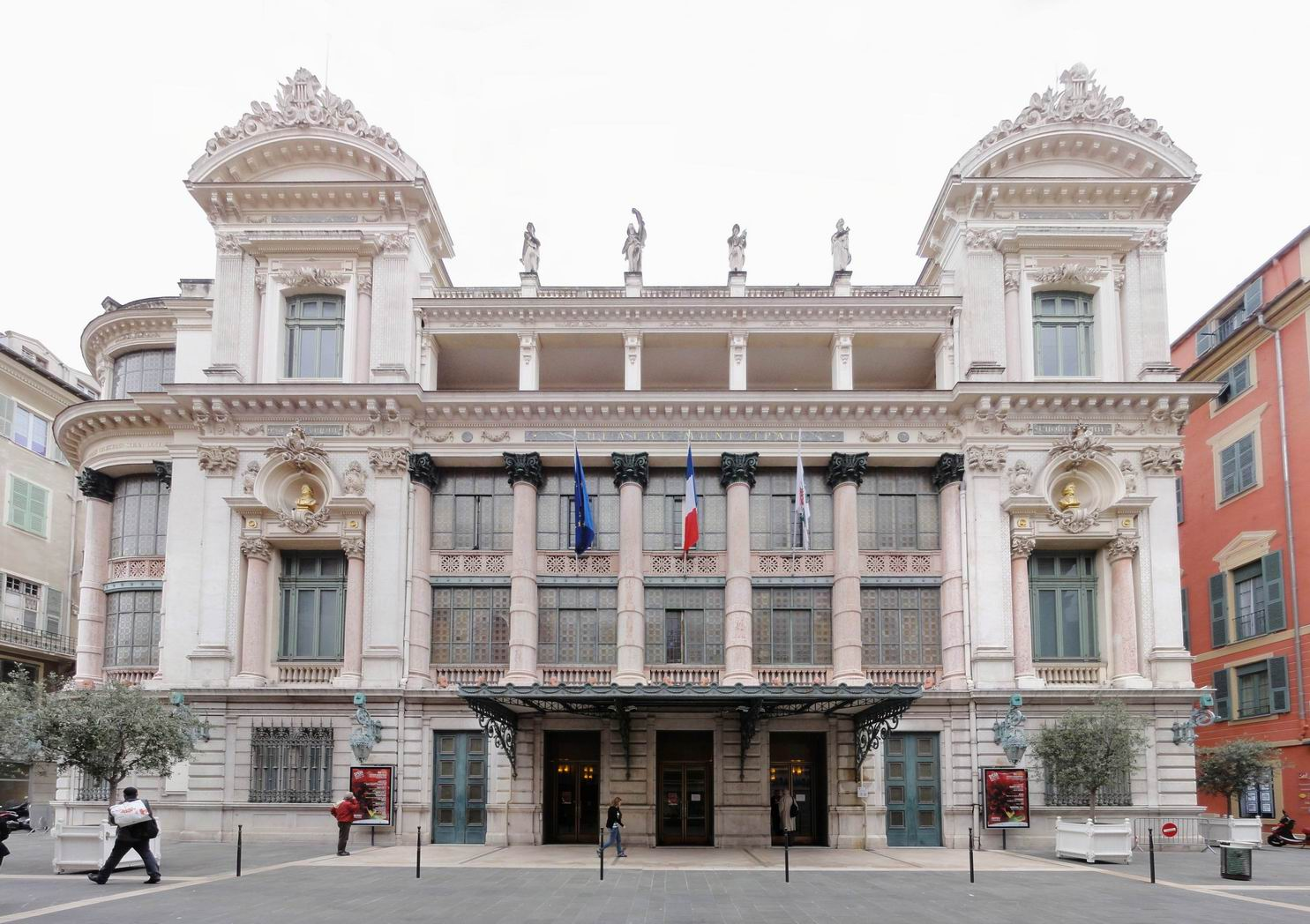
L'opéra de Nice, géré dans les années 1980 par l'association paramunicipale Nice-Opéra qui sera à l'origine de l'affaire du même nom dans laquelle est impliqué Jacques Médecin.

Au cours des années 1980, Jacques Médecin met en effet en place de nombreuses associations paramunicipales à qui il attribue la gestion de services municipaux par délégation de service public et dont il fait doter par la ville de Nice de larges moyens financiers,. Ces associations échappent aux règles classiques de l'administration publique ; leurs dépenses ne sont par exemple pas contrôlées par le conseil municipal de la ville,. Entre 1982 et 1990, l'ensemble des associations, présidées pour certaines par Jacques Médecin, reçoivent près de 2 milliards de francs de subventions de la part de la ville de Nice, soit 20 % du budget de la ville. Sept associations en particulier sont dotées des budgets les plus importants : Nice-communication, le comité des fêtes, Nice-animation, Nice-Opéra, Nice-congrès, Nice-promotion, et le syndicat d'initiative. Leur budget connait une hausse massive : le budget de Nice-communication passe ainsi entre 1982 et 1989 de 6 à 77 millions de francs, celui de Nice-Opéra de 15 à 47 millions de francs.
En janvier 1984, le préfet de police de Nice Étienne Ceccaldi communique un rapport à l'intention du préfet des Alpes-Maritimes dans lequel il écrit que « des associations municipales pourraient servir de support à une vaste affaire de fausses factures. ». En mai 1985, il est obligé de quitter son poste et aucune suite n'est donnée à son rapport. En janvier 1986, la Direction nationale des enquêtes douanières interroge l'architecte niçois Georges Marguerita, proche de Jacques Médecin, dans le cadre d'une enquête sur des projets de casino en République dominicaine et à Saint-Martin menés par Jean-Dominique et Noël Fratoni,. Lors d'une perquisition à son domicile, ils découvrent dans son répertoire téléphonique, entre les noms de Claude Muller, un promoteur cannois, et de Jacques Médecin (dont l'adresse mentionnée est celle de sa maison à Beverly Hills), les références d'un compte bancaire à la Bank of California sur Wilshire Boulevard à Los Angeles ainsi que le nom de la société Costa Real,. Il indique alors aux douaniers que ce compte bancaire appartient à Jacques Médecin mais qu'il ne sait pas à quoi correspond Costa Real, et que ces informations notées sur son répertoire lui ont été transmises, alors qu'il était en voyage aux États-Unis, par le maire de Nice en mai 1983,. De son côté, Claude Muller nie être lié à cette affaire, parlant d'usurpation d'identité,. Le lendemain de son interrogatoire, sa « boutique est plastiquée » d'après Bernard Bragard, Frédéric Gilbert et Catherine Sinet. Le ministre du budget Alain Juppé est informé du dossier et le transmet à la Direction nationale d'Enquêtes fiscales.
En avril 1987, un contrôle fiscal mené auprès de l'association Nice-Opéra, présidée par Jacques Médecin, met au jour des factures adressées par la société Costa Real à Nice-Opéra, et des paiements effectués par l'association à cette société sur le même compte bancaire que celui mentionné dans le répertoire de Georges Marguerita,. Le premier paiement, de 12 000 dollars, date de septembre 1983. Les dirigeants de Nice-Opéra expliquent alors qu'un contrat de 48 000 dollars annuels a été signé en mai 1983 avec Costa Real confiant à cette société la vente, la location et la distribution des vidéos produites par l'opéra de Nice et la recherche de chanteurs aux États-Unis. Pourtant, aucune des missions confiées à Costa Real ne semble avoir donné lieu à des prestations concrètes. Il est découvert que Costa Real est une société panaméenne dont l'établissement à Century City (à Los Angles) se résume à une boite aux lettres hébergée dans les locaux de la société Atlantis grâce à l'entremise de Jean Filippi, un proche de Jacques Médecin. Les enquêteurs constatent également qu'à partir de janvier 1984, une société londonienne de façade créée par un cabinet d'affaires de l'Île de Man, Oceania Systems, a pris la place de Costa Real dans la convention qui la lie à Nice-Opéra. Son contrat avec l'association est signé, au nom d'Oceania, par « Muller P. ». Costa Real est de son côté dissoute en mai 1987. D'après Bernard Bragard, Frédéric Gilbert et Catherine Sinet, de février 1984 à mai 1989, Nice-Opéra verse 1,26 million de francs à Oceania System.
Par ailleurs, l'enquête fiscale sur les comptes de Nice-Opéra révèle l'existence d'un partenariat depuis 1982 entre l'association et la radio médeciniste Radio Baie des Anges afin de promouvoir la musique classique : l'opéra verse à la radio 1 000 francs par heure de musique classique diffusée sur l'antenne. Ainsi, du 1er juillet 1983 au 30 juin 1984, Nice-Opéra verse 800 000 francs à Radio Baie des Anges, dont une partie provient de la diffusion des Vêpres siciliennes de Giuseppe Verdi durant 103 heures concentrées sur deux mois de l'année 1984.
En mai 1987, à la suite de ces découvertes, la direction des services fiscaux de Marseille demande l'autorisation à sa hiérarchie d'effectuer une vérification complète des comptes de Jacques Médecin et des associations paramunicipales,. Le ministre du Budget Alain Juppé rejette cette demande. En avril 1988, dans un numéro de Paris Match, est publiée une photographie du Premier ministre Jacques Chirac dans son bureau de Matignon, où l'on distingue sur son agenda la mention « Aff. fiscale Médecin »,. Interrogé sur cette inscription par Albert du Roy dans l'émission L'Heure de vérité, Jacques Chirac soutient que cela concerne une demande « très pressante » des syndicats de médecins à propos d'« aménagements de la fiscalité » de cette profession.
Le 27 octobre 1989, des perquisitions menées par la police judiciaire sont effectuées aux deux domiciles de Jacques Médecin (dans sa villa Lou Soubran et au palais préfectoral de Nice) et aux sièges de plusieurs associations paramunicipales. Dans un coffre de Nice-Opéra, il est découvert une somme 530 000 francs en billets de 500 francs dont les dirigeants de l'association ne savent pas en expliquer l'origine.
Le 21 juin 1990, la chambre d'accusation de la cour d'appel de Grenoble débute l'instruction de l'affaire Nice-Opéra.

#### Démissions d'élus municipaux juifs et déclaration polémique
Le 22 mars 1990, les conseillers municipaux niçois du Front national votent pour la première fois le budget municipal,. Jacques Médecin observe alors que « la majorité municipale a été agrandie ». À l'occasion du huitième congrès du FN qui se tient à Nice du 30 mars au 1er avril 1990, le maire de Nice reçoit officiellement à l'hôtel de ville Jean-Marie Le Pen, accompagné de plusieurs autres dirigeants du FN, et lui remet les armoiries de la ville. Durant ce congrès, le FN accueille le dirigeant du parti allemand Les Républicains Franz Schönhuber, qui fut membre des Waffen-SS durant la Seconde Guerre mondiale. En réaction, le 2 avril, trois élus juifs de la majorité municipale de Jacques Médecin (les adjoints André Sfar et Jill-Patrice Cassuto, et le conseiller municipal Harry Lévy) démissionnent de leur mandat. Selon l'universitaire Alain Garrigou, ces démissions se sont faites « non sans réticence et sans que les fidèles du maire le restent ».
Le 3 avril 1990, sur Antenne 2, le maire de Nice, faisant référence au vote du budget par les élus FN, réagit à ces démissions en déclarant : « Je ne connais pas d'israélite qui refuse un cadeau qu'on lui offre, même si ce cadeau ne lui convient pas. Je ne connais pas pour ma part un maire qui puisse dire : je refuse les voix qui me sont apportées ». Cette déclaration est largement dénoncée et condamnée par le gouvernement de gauche et les principaux responsables politiques nationaux, du PS au RPR. Tout en exprimant sa « plus catégorique réprobation », le secrétaire général du RPR Alain Juppé rejette l'idée de l'exclure du RPR car de toute façon « [il] n'est plus à jour de cotisations depuis 1987 ». Outre le monde politique, les condamnations émanent également de nombreux organismes et associations ainsi que d'artistes niçois comme Arman.
Le 4 avril, au journal télévisé de La Cinq, Jacques Médecin revient sur ses propos : « J'ai eu une parole malheureuse, je le regrette, mais personne ne pourra faire croire aux israélites de Nice que je suis devenu antisémite », parlant de « procès d'intention », « ridicule et sans fondement ». Le 10 avril, il accuse l'un des adjoints démissionnaires, André Sfar, d'être manipulé par la gauche et de mener une « vengeance personnelle », ajoutant que les deux autres élus lui ont demandé leur « réintégration » et qu'il la refuse. Dans une lettre rendue publique, Jacques Médecin accuse Alain Juppé d'avoir « hurlé avec la meute socialiste » en apportant son « lâche soutien au procès en diabolisation que veut instruire à [son] encontre la socialie haineuse », mais pour autant il rejette l'idée de démissionner du RPR car il reste « attaché » à Charles Pasqua, Robert Pandraud et Pierre Mazeaud. Il met à jour ses cotisations au RPR mais retourne au Centre national des indépendants et paysans (CNI) auquel il avait adhéré dès 1951. Après avoir émis l'idée, juste avant sa déclaration polémique, que des élus FN remplacent les adjoints démissionnaires, ce sont finalement des élus RPR et UDF qui sont nommés adjoints le 29 juin,,.
Pour Alain Garrigou, Jacques Médecin s'est permis cette phrase car « fort d'une grande familiarité avec [la] communauté [juive] », il « croyait pouvoir rappeler une vieille complicité par une plaisanterie comme on en fait entre intimes dans les relations inter-ethniques », mais, prononcée à la télévision et dans un contexte national inadapté, elle a été l'« inverse du rappel des relations de connivence et de sympathie qu'il était de fait » ; il la qualifie de « gaffe politique ». Les journalistes Brigitte Renaldi et Claude-Henry Laval rappellent également la longue « amitié » de Jacque Médecin avec les représentants de la communauté juive de la région, et affirment que cette polémique a « profondément meurtri » le maire de Nice. Celui-ci confesse : « C'est certainement le coup qui m'a fait le plus de peine, le plus mal (…) le plus déstabilisant, le plus injuste (…) j'étais impuissant devant ces accusations ». Dans un entretien accordé à Libération en 1996, il déclarera : « Cela reste ma plus profonde blessure, je vous jure sur ma fille que je ne l'ai jamais digérée. Qu'on ait pu, moi, me soupçonner de cette infamie. » Au-delà de la polémique, la démission des trois élus de sa majorité suggère alors aussi l'affaiblissement de son pouvoir local.

#### Gestion de fait
En juillet 1990, Jean-Marie Tarragoni révèle dans l'hebdomadaire Le Standard de Nice que le versement d'une commission de 5,3 millions de francs par la ville de Nice à la société Arefic, chargée de la négociation avec les banques du rééchelonnement en 1986 de la dette municipale, s'est retrouvé sur le compte d'Élisabeth Arnulf,. Celle-ci, qui a retiré en liquide la majeure partie de cette somme, est assistante de direction dans la société Europ Show dirigée par Lucien Salles, également directeur de l'association paramunicipale Nice-Opéra (elle-même présidée par le maire de Nice),. Le 12 juillet 1990, la chambre régionale des comptes de Provence-Alpes-Côte d'Azur déclare provisoirement Jacques Médecin gestionnaire de fait. Elle estime que « l'ordonnateur [Jacques Médecin] ne pouvait ignorer que les fonds étaient destinés à rémunérer d'autres intermédiaires. » Cet arrêt de déclaration de gestion de fait provisoire place le maire sous la menace d'une destitution de ses fonctions en cas d'arrêt définitif. Par ailleurs, début septembre 1990, la chambre demande au maire de s'expliquer par écrit après avoir constaté que la dette municipale avait augmenté de 43,8 millions de francs à la suite de son rééchelonnement,.

#### Démission
En août 1990, un de ses avocats lui indique que, par rapport aux menaces pénales et administratives auxquelles il fait face, c'est la procédure de la chambre régionale des comptes qui est la plus dangereuse pour lui et qui « parait objectivement sur le point d'aboutir ». Le 9 septembre 1990, avant un voyage au Japon, Jacques Médecin laisse entendre dans une interview donnée à RMC qu'il pourrait démissionner de ses mandats,. Avant son départ, il a confié à son avocat deux lettres à l'attention du préfet Yvon Ollivier, datées du 23 septembre, dans lesquelles il l'informe de sa démission des fonctions de conseiller municipal et conseiller général,,,. Mais le 15 septembre, une amie de Jean Oltra, un proche de Jacques Médecin, en partance pour Buenos Aires afin d'apporter des affaires à ce dernier, est arrêtée à l'aéroport de Paris-Charles-de-Gaulle par les douaniers qui découvrent sur elle une enveloppe portant le nom du maire de Nice et contenant 600 000 francs en liquide,,. Il s'agit vraisemblablement d'un coup monté. Depuis Buenos Aires, qu'il a rejoint après avoir quitté Osaka, il décide alors d'accélérer sa démission au 16 septembre : son avocat produit de nouvelles lettres avec une date corrigée, les fait parapher par le chef de cabinet du maire, et les remet au préfet qui exige en retour des lettres authentiques, lesquelles lui parviendront finalement le 20 septembre,,,. Le journal Nice-Matin publie le 16 septembre une « lettre aux Niçois » de Jacques Médecin leur annonçant sa démission, expliquant sa lassitude face à « la haine partisane d'une gauche totalitaire », et recommandant la constitution d'une liste d'union allant du CDS au Front national en cas de nouvelles élections,. Il précise : « En toute liberté, je le fais avant que les agents d'exécution du pouvoir socialiste ne me démissionnent d’autorité, comme ils l'annoncent dans leurs dîners en ville ». Son premier adjoint Honoré Bailet, qui lui succèdera peu après comme maire de Nice, déclare alors : « Je suis bouleversé (…) Je suis encore sous le choc. La ville de Nice vient de perdre son plus fidèle et plus efficace serviteur. Il avait la passion de Nice ».

### Réalisations à la tête de la ville et du département

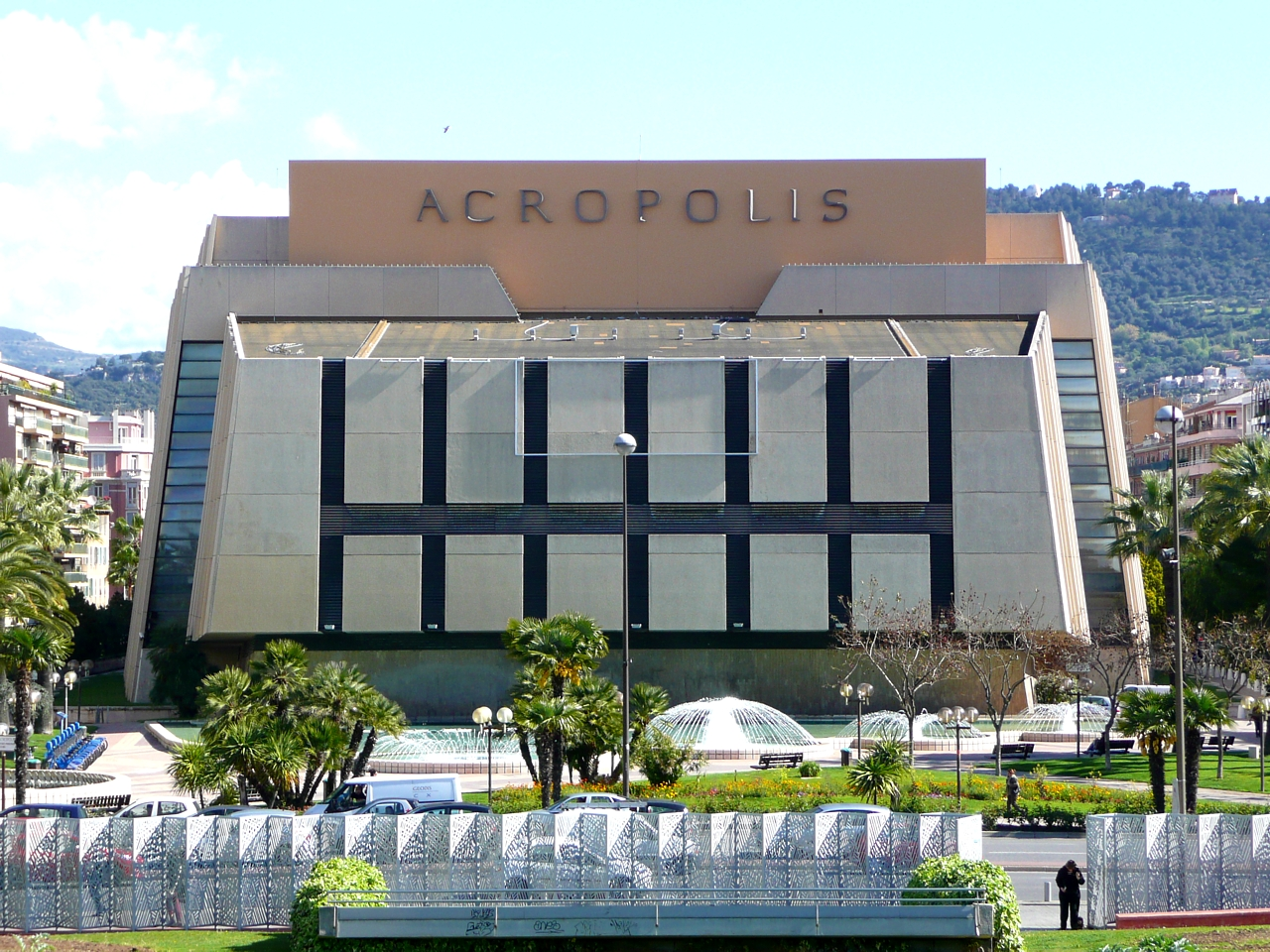
Le palais des congrès Acropolis.

Le Mamac.

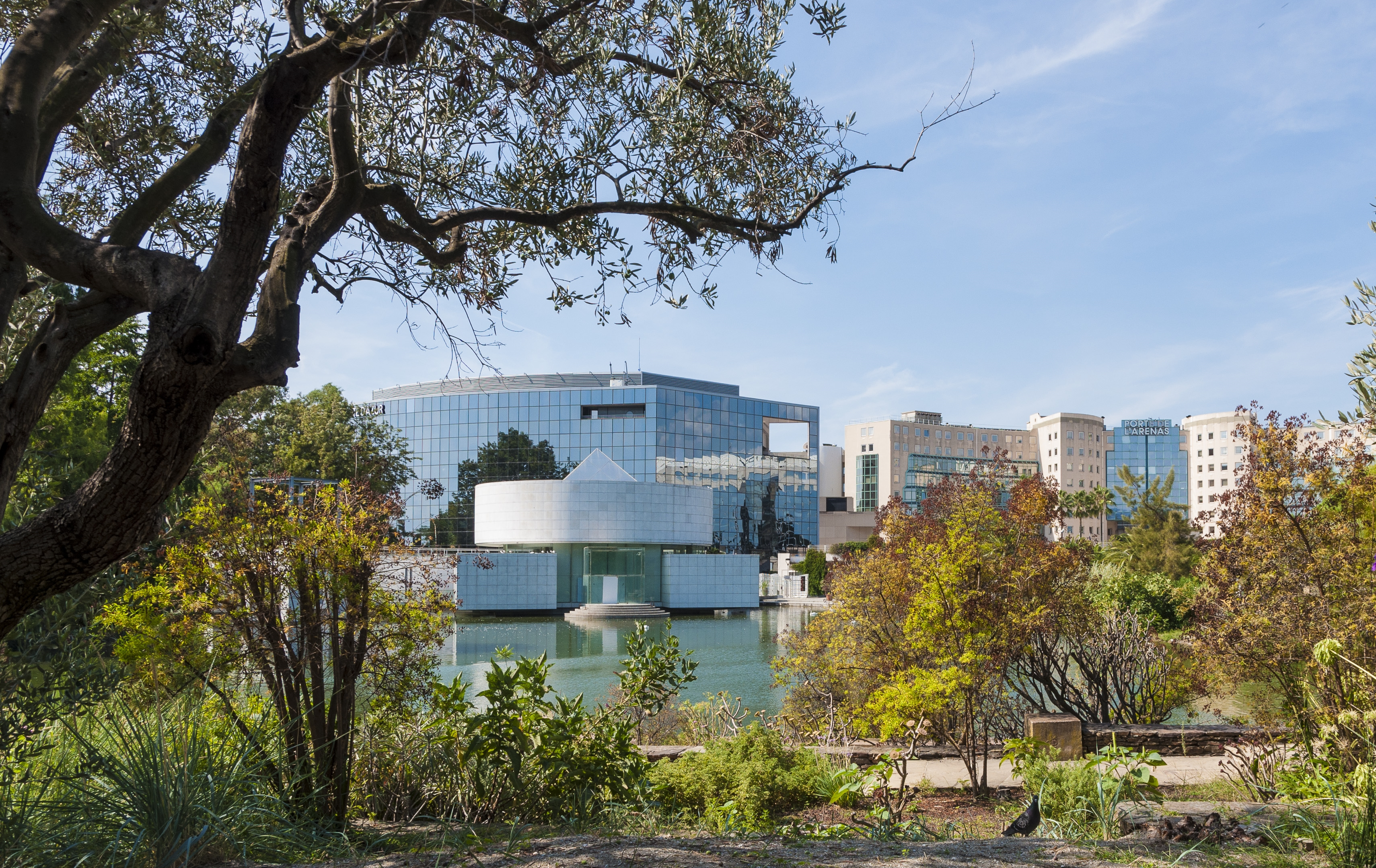
Le quartier d'affaires de l'Arénas vu depuis le parc Phœnix.

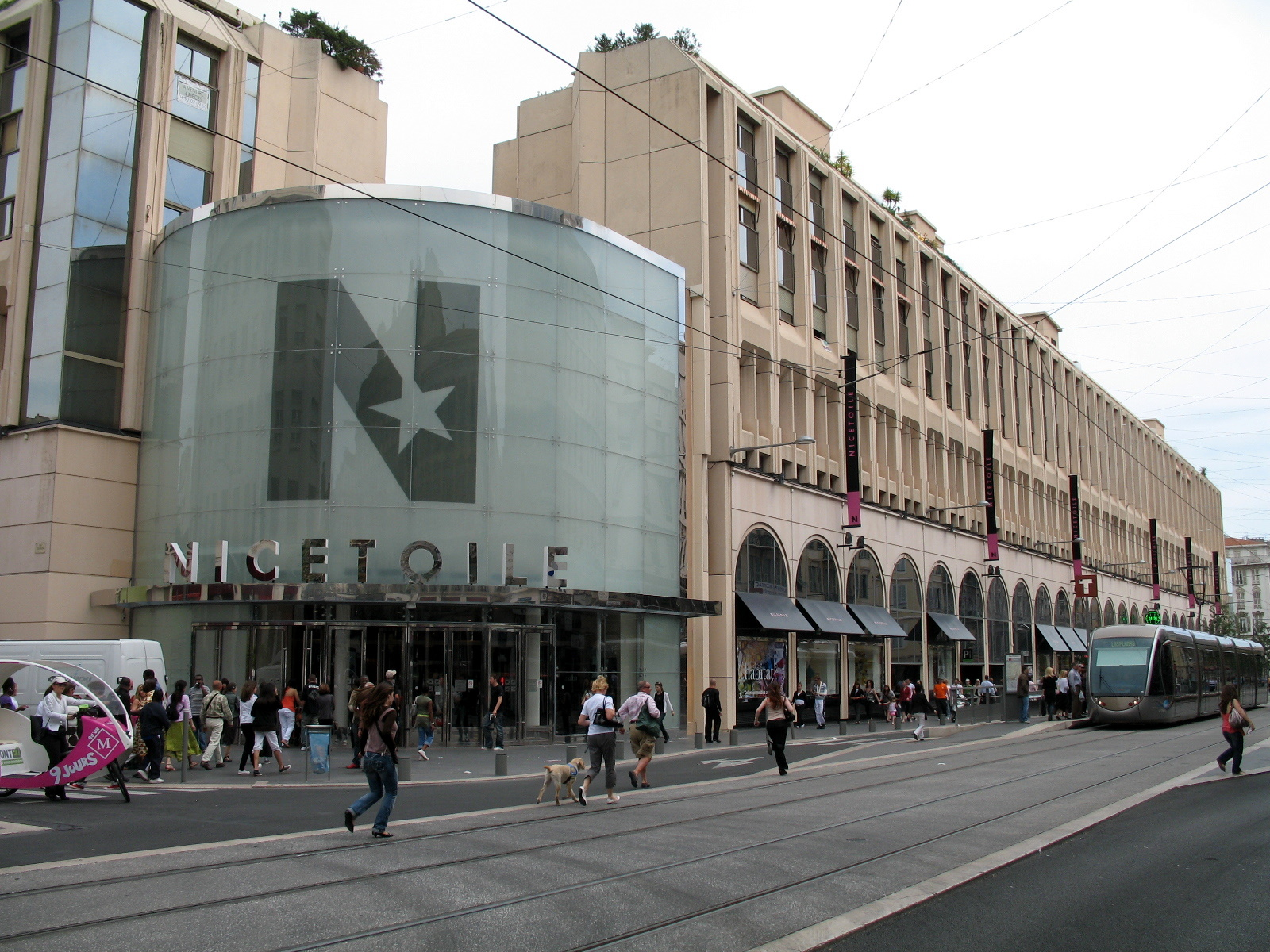
Le centre commercial Nicetoile.

Au cours de ses vingt-quatre ans de mandat, Jacques Médecin mène une politique intense de modernisation de la ville de Nice. La population de celle-ci a déjà largement crû lorsqu'il arrive aux responsabilités (de 150 000 habitants en 1901 à 322 000 en 1968) et se stabilise jusqu'à sa démission (342 000 habitants en 1990). Maire bâtisseur, il la dote d'équipements et d'infrastructures dignes d'une métropole, et développe son économie,. Ainsi le journaliste François Caviglioli écrit en 1990 dans Le Nouvel Observateur : « En vingt ans il a fait d'une ville moyenne une ville internationale et il a irrigué les Alpes-Maritimes en devises. » Il est également un temps animé par l'idée de faire de Nice un Las Vegas européen et de manière générale un centre important pour les loisirs et les jeux,. Toutes ces réalisations se concrétisent au prix d'un endettement très élevé : avec 5 milliards de francs fin 1993, la ville de Nice est l'une des plus endettées de France. La situation financière s'est notamment dégradée à partir des années 1980.
Les infrastructures routières sont l'un des axes majeurs de sa politique de développement. Il contribue à la construction du contournement de Nice par l'autoroute A8 (dit autoroute urbaine nord), ouvert en décembre 1976. Il poursuit la réalisation de la voie Pierre-Mathis (dite autoroute urbaine sud), entamée par son père : en novembre 1986 est mis en service le tronçon reliant le viaduc Saint-Philippe (achevé en 1982) au tunnel Malraux (1977) sous la colline de Cimiez. Il avait auparavant relié Les Bosquets (dans l'ouest de Nice) au carrefour Saint-Augustin. Désormais, cette voie de 7,5 km de long traverse toute la ville d'est en ouest. Il fait également construire la pénétrante du Paillon, ouverte en juillet 1984, reliant Nice à La Trinité, ainsi que le tunnel sous le Paillon, ouvert en février 1983. Il mène aussi une politique de construction de parcs de stationnement souterrains en centre-ville. Outre la route, il poursuit le développement de l'aéroport de Nice-Côte d'Azur en lui faisant gagner 200 hectares sur la mer (travaux effectués de 1975 à 1979) ce qui permet d'ouvrir une seconde piste en 1983, et en agrandissant ses équipements,,. L'aéroport devient durablement le premier de province en 1986. Le terminal 2 est inauguré en 1987.
En matière d'urbanisme, il complète la couverture du Paillon : le tronçon Garibaldi-Barla est terminé en 1967, Maraldi-Barbéris est construit en 1968-1969, Barbéris-Smolett en 1970-1972 et enfin le dernier tronçon de Barla à Smolett est achevé en décembre 1974,. Il poursuit la construction des grands ensembles dans les quartiers de L'Ariane et des Moulins à la fin des années 1960 et jusqu'en 1976. Le dernier bidonville de Nice disparait en novembre 1979. Il réhabilite et piétonnise une grande partie du Vieux-Nice en 1978, et crée la zone piétonne autour de la rue Masséna en 1976. Il fait bâtir en plein cœur du centre-ville le centre commercial Nicetoile aux termes de longs travaux de 1972 à 1982. Par ailleurs, il met en place en 1988 la station d'épuration Haliotis dans le quartier Ferber, alors l'une des plus efficaces de France,. Il fait aussi construire dans la plaine du Var le Centre administratif départemental des Alpes-Maritimes (CADAM), inauguré en décembre 1982, abritant les services de la préfecture et du conseil général,.
Il entreprend de diversifier l'économie de la Côte d'Azur. Il développe ainsi le tourisme d'affaire, et fait édifier à ce titre le palais des congrès Acropolis, inauguré en mai 1985. Outre le tourisme, il soutient la montée en puissance de la technopole Sophia Antipolis, et crée les quartiers d'affaires de l'Arenas (95 000 m2 de bureaux), dont la première pierre est posée en 1987, incluant le parc Phœnix, et de Nice-la-Plaine,. Dans le domaine culturel, il crée la « promenade des arts » constituée d'un théâtre moderne abritant le Théâtre national de Nice, inauguré en décembre 1989, et du musée d'art moderne et d'art contemporain, inauguré en juin 1990. En outre, six autres musées ouvrent à partir des années 1970 dont le musée d'art naïf (1982),. Il relance aussi le festival du jazz de Nice en 1971 (une seule précédente édition s'était tenue en 1948), et met en place le festival du livre à partir de 1969,. Il inaugure également le parc des miniatures en mars 1989. Côté loisirs, il porte le projet du parc d'attraction Zygofolis qui ouvre en juillet 1987, mais qui, très endetté et insatisfaisant commercialement, fermera dès 1991. Dans le domaine sportif, il fait construire le parc des sports de l'Ouest, inauguré en août 1973, le palais des sports Jean-Bouin, inauguré en avril 1984, le gymnase Magnan, ouvert en 1982, et la tribune présidentielle du stade du Ray,,.
En revanche, plusieurs projets d'envergure ne se concrétisent jamais. Il en va ainsi du métro aérien et automatique « Aramis » dont il émet l'idée au début des années 1970 et dont les études sont réalisées à partir de 1974. Il a également pour projet de relier la voie rapide à l'autoroute A8 par un tunnel sous les studios de la Victorine, et de construire un nouveau port de commerce au sud de l'aéroport,. Ce dernier projet va jusqu'au stade de la construction mais est stoppé par un tsunami en 1979. En août 1984, il lance le projet de construction de deux tunnels routiers immergés à 100 mètres du bord de mer, du boulevard Gambetta au jardin Albert Ier, et l'édification sur la promenade des Anglais de piscines d'eau de mer chauffées et d'une grande boite de nuit. D'autres projets grandioses sont avortés : dans les années 1970, un gratte-ciel abritant la mairie érigé sur la couverture du Paillon, puis en 1989 un gratte-ciel de bureaux de 120 mètres de haut sur le tunnel Malraux, ainsi qu'un grand dôme de verre sur l'esplanade De-Lattre-de-Tassigny. Dans les années 1980, il soutient l'idée d'un curé du Vieux-Nice de dresser sur la colline du château une statue de la Vierge de 15 mètres de haut, avant de se rétracter en 1988.
Il est critiqué pour avoir accepté ou décidé la démolition d'au moins deux bâtiments emblématiques revêtant selon ses détracteurs un important intérêt architectural : l'hôtel Ruhl, d'architecture Belle Époque, en 1970, remplacé par un immeuble moderne en acier et en verre, et le casino municipal de Nice en 1979. Ses conceptions en matière d'architecture se veulent volontiers modernes. Il parle de la « pâtisserie sur la façade » de l'hôtel Ruhl et qualifie le casino municipal de « grange à foin (…) avec ses murs de placage », et résume : « Les Français adorent les vestiges du passé. Il y a chez eux une certaine paresse ».

## Fuite en Uruguay et procédures judiciaires

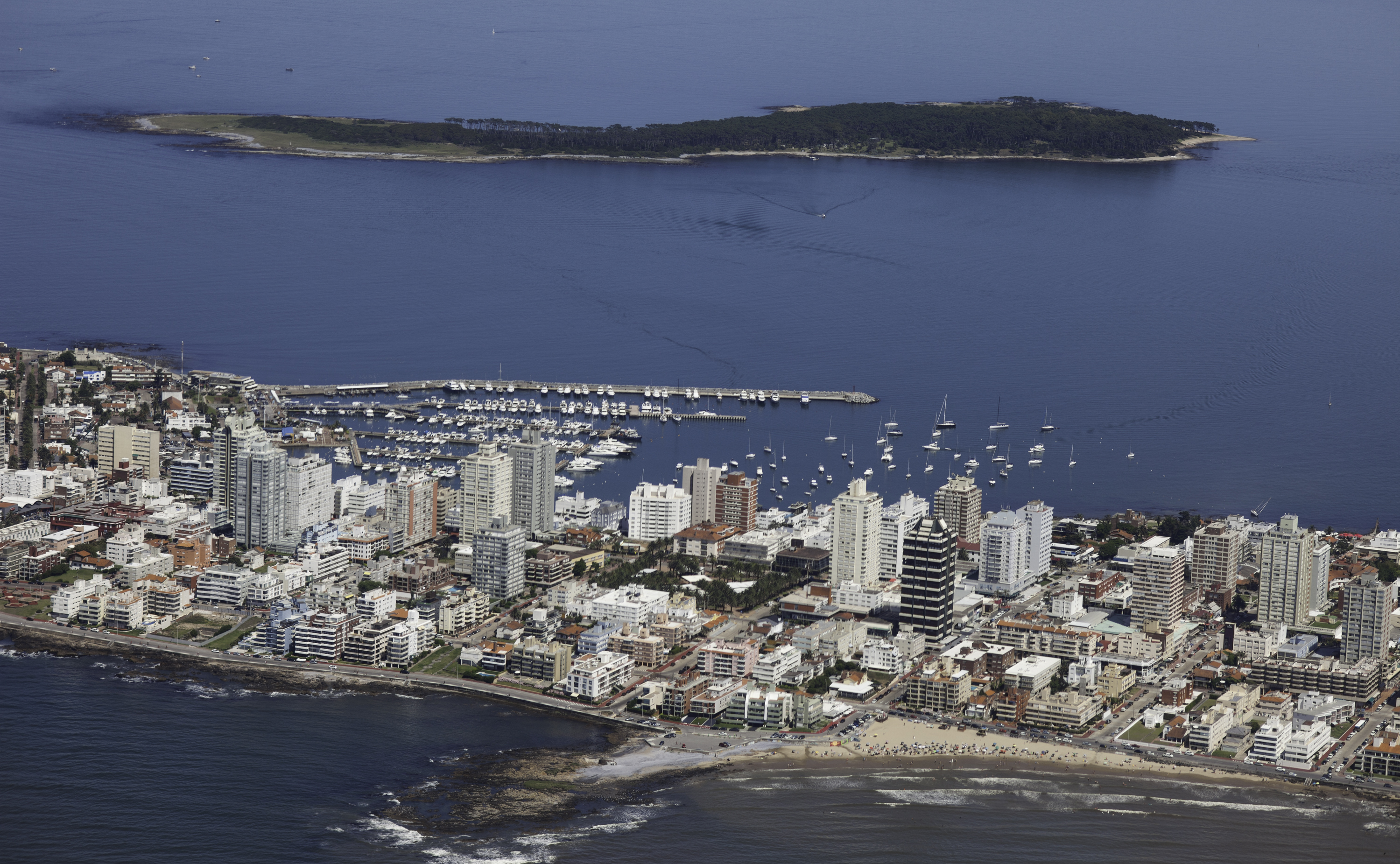
Punta del Este (Uruguay).

Après sa démission, Jacques Médecin quitte Buenos Aires pour l'Uruguay où il arrive le 17 septembre 1990,,. Le 22 septembre, il tient une conférence de presse à Punta del Este, une station balnéaire dans laquelle il s'est installé, jumelée avec Nice. Il y clame son innocence, affirme qu'il est victime des « staliniens » à l'origine selon lui d'un « coup » exécuté par « des polices plus ou moins parallèles », et déclare que cette conférence met un terme définitif à sa carrière politique,,. Le 24 septembre, il est déclaré officiellement en fuite. Le journal Nice-Matin explique le choix de l'Uruguay parmi les autres pays d'Amérique du Sud qui ne possèdent pas de convention d'extradition avec la France, comme étant lié à sa relation avec l'Uruguayenne Marisol Nicoletti (voir Famille).
Les procédures judiciaires se développent dans les diverses affaires dans lequel il est impliqué. Parallèlement, il démarre une nouvelle vie professionnelle. Rejoint par sa fille Martine et son gendre, il ouvre une boutique de tee-shirts sur l'avenue Juan Gorlero, l'artère principale de Punta del Este. Certains sont siglés « Baisers de Punta del Este ». Il s'investit également un temps dans le commerce d'antennes paraboliques et d'appareils électroniques. En avril 1991, il se lance dans la promotion de terrains à construire. Il s'associe avec un constructeur brésilien de maisons préfabriquées en bois. Toujours en 1991, il fait construire une grande villa dénommée Isla Santiago (île Saint-Jacques) d'une valeur de 2 millions de dollars dans le quartier résidentiel du Rincon del Indio, en espagnol : Rincón del Indio, (Coin de l'Indien), où il vit avec sa fille Shawn et Marisol Nicoletti,.
Le 11 juin 1991, il intervient en direct, depuis l'Uruguay, dans l'émission de TF1 Ciel, mon mardi ! à l'occasion de la sortie de son livre-entretien Et moi je vous dis… ma vérité. Interrogé par Christophe Dechavanne, il s'explique sur son action politique passée, ses projets, et appelle à de nouvelles élections municipales pour permettre aux Niçois de lui choisir un successeur,. Cette intervention provoque la colère du président de la République François Mitterrand.
En février 1992, Jean-Marie Le Pen, alors tête de liste du Front national pour les élections régionales de 1992 en Provence-Alpes-Côte d'Azur, rend publique une lettre de Jacques Médecin du 15 janvier 1992 dans laquelle ce dernier appelle à voter en sa faveur pour « prouver que le complot socialiste [contre moi] est en train d'échouer ». Il annonce également que Martine Médecin, la fille aînée de l'ancien maire de Nice, sera en treizième position sur vingt-huit sur sa liste dans les Alpes-Maritimes. Dans son courrier, Jacques Médecin dénonce sa condamnation du 6 janvier dans l'affaire de l'Action Nice-Côte d'Azur (voir ci-après), qualifiant son procès d'« un des derniers procès staliniens, hors la présence de l'accusé, sans défenseur, devant un tribunal de théâtre politiquement aux ordres ». Il indique que Jean-Marie Le Pen a été le seul à le considérer comme « victime d'une persécution », ajoutant : « Je reconnais, ici, l'homme tranquille, lucide et courageux dont je m'honore d'être l'ami depuis trente ans ».

### Suite de l'affaire de l'Action Nice-Côte d'Azur
Durant sa conférence du 22 septembre 1990, il annonce qu'il ne se rendra pas à la convocation prévue le 26 septembre du conseiller à la cour d'appel de Grenoble Jean-Marc Armengaud dans le cadre de l'affaire de l'Action Nice-Côte d'Azur où il doit être inculpé pour délit d'ingérence en tant que président du conseil général des Alpes-Maritimes,. À la suite de ce défaut de comparution, et sur requête du parquet général, la chambre d'accusation de la cour d'appel de Grenoble lance le 12 octobre un mandat d'arrêt simple à son encontre.
Le 23 décembre 1991 s'ouvre le premier procès de Jacques Médecin, devant le tribunal correctionnel de Grenoble, concernant l'affaire de l'Action Nice-Côte d'Azur. Le 6 janvier 1992, le tribunal correctionnel de Grenoble le reconnait coupable d'avoir récolté, de 1986 à 1989, plus de 2 millions de francs par l'intermédiaire de publicités payées par des associations paramunicipales qui sont parues dans le mensuel Action Nice-Côte d'Azur édité par la société SEGAT dont Jacques Médecin était le propriétaire. Ces publicités représentaient 97 % des ressources de la revue. Le tribunal le condamne par défaut à un an de prison ferme et 300 000 francs d'amende pour délit d'ingérence. Il est également déclaré incapable, à jamais, d'exercer aucune fonction publique. Il doit en outre verser près de 2,2 millions de francs à Joseph Figueras, un contribuable niçois qui avait été autorisé à se constituer partie civile à la place de la commune de Nice. Enfin, le tribunal confirme le mandat d'arrêt de Jacques Médecin du 12 octobre 1990.

### Comptable de fait au titre de Nice-Communication et du comité des fêtes
Le 21 décembre 1990, la chambre régionale des comptes de Provence-Alpes-Côte-d'Azur déclare provisoirement « comptables de fait » de la commune de Nice Jacques Médecin et plusieurs de ses proches dans le cadre de la gestion de l'association paramunicipale Nice-Communication. Ce jugement est rendu définitif le 24 avril 1991. La cour juge en effet que les fonds maniés ou détenus par Nice-Communication (350 millions de francs de sa création en 1985 à sa dissolution en 1990) sont restés des deniers publics communaux en raison de l'absence d'indépendance de l'association vis-à-vis de la ville de Nice et de la maitrise qu'exerçaient les responsables municipaux sur ces fonds octroyés par la ville sous forme de subventions. En décembre 1991, la chambre régionale des comptes de Provence-Alpes-Côte-d'Azur publie un rapport sur la dilapidation des fonds de l'association paramunicipale Nice-Communication de janvier 1985 à novembre 1990. Elle accuse Jacques Médecin, président de cette association, d'avoir utilisé ces fonds au bénéfice de son entourage politique et familial. Le 26 mai 1992, la Cour des comptes confirme le jugement relatif à Jacques Médecin de la chambre régionale des comptes du 24 avril 1991. Le 11 mai 1993, cette dernière lui inflige une amende de 5 millions de francs dans cette affaire.
Le 27 octobre 1992, il est reconnu pour la troisième fois « comptable de fait » par la chambre régionale des comptes de Provence-Alpes-Côte d'Azur, cette fois-ci dans le cadre du comité des fêtes de la ville de Nice, avec l'un de ses proches Jean Oltra, pour la somme de 256,2 millions de francs.

### Instruction de l'affaire Nice-Opéra
Dans le cadre de l'affaire Nice-Opéra, il se rend pas à la convocation du magistrat Jean-Marc Armengaud prévue le 26 juin 1991 et qui était destinée à l'inculper pour abus de confiance. Il est accusé d'avoir détourné la somme d'1,2 million de francs au préjudice de l'association paramunicipale. Durant l'été 1992, de nouveaux détails de l'affaire sont rendus publics. Il s'avère en particulier que Jacques et Ilene Médecin se servaient du compte bancaire de la Costa Real ouvert à la Bank of California comme d'un compte personnel. Les sociétés Costa Real et Oceania Systems ont par ailleurs été créées toutes deux grâce à la société fiduciaire suisse Expert-Consult de l'expert-comptable genevois Jean-Paul Rossier.
Par ailleurs, une autre information judiciaire est ouverte le 22 juillet 1991 à la suite d'une plainte de la direction des services fiscaux des Alpes-Maritimes du 21 mai 1991 visant Jacques Médecin et le directeur de Nice-Opéra Lucien Salles qui sont soupçonnés d'avoir soustrait au paiement de l'impôt sur les sociétés de cette association pour l'année 1987 la somme de près de 4,2 millions de francs.
Le 9 avril 1992, la chambre d'accusation de la cour d'appel de Grenoble lance un mandat d'arrêt international à l'encontre de Jacques Médecin valant inculpation d'abus de confiance dans le cadre de l'affaire Nice-Opéra,. Aucune convention d'extradition n'existant entre la France et l'Uruguay, l'exécution du mandat dépend de la bonne volonté de l'Uruguay. En janvier 1993, l'instruction de l'affaire Nice-Opéra est achevée. Jacques Médecin est poursuivi pour abus de confiance, faux et usage de faux.

### Instruction de l'affaire de la renégociation de la dette de la ville de Nice
Le 12 septembre 1991, la chambre régionale des comptes de Provence-Alpes-Côte-d'Azur déclare définitivement « comptables de fait » de la commune de Nice Jacques Médecin et la société Analyses et recherches de financements pour les collectivités locales (AREFIC) dans l'affaire de la restructuration de la dette de la ville de Nice, pour la somme de 5,7 millions de francs. La chambre juge que cette société, qui avait signé une convention en juillet 1986 avec la ville de Nice qui la chargeait de négocier le remboursements d'anciens prêts et leur remplacement par de nouveaux prêts plus avantageux, n'a pu apporter la preuve de l'utilité de son intervention, et qu'elle a donc facturé (à un taux d'honoraires deux fois plus élevés qu'habituellement) des « services qu'elle n'a pas rendus ». L'AREFIC s'est rendue coupable d'« extraction irrégulière de fonds publics », fonds qu'elle a reversés par la suite à l'association Club SUDD, sans existence légale, au titre de son prétendu rôle d'intermédiaire dans la renégociation de la dette, à la tête de laquelle se trouvait Elisabeth Arnulf. De plus, Jacques Médecin est considéré comme ayant « directement organisé l'intervention d'AREFIC » et ayant eu connaissance de ces irrégularités.
Le 21 mai 1992, le parquet général de Grenoble ouvre une nouvelle information judiciaire visant Jacques Médecin pour abus de confiance, faux et usage de faux, et complicité de ces trois délits dans le cadre de l'affaire de la renégociation de la dette de la ville de Nice.

### Instruction de l'affaire de la SEREL
L'instruction de l'affaire Nice-Opéra conduit à une nouvelle affaire révélée à l'été 1992. Le compte bancaire d'Oceania Systems ouvert à la Barclays Bank de Londres aurait été destinataire de commissions versées à Jacques Médecin par des entreprises titulaires de marchés publics attribués par la ville de Nice. En particulier la société niçoise de signalisation et de régulation routière SEREL, l'un des leaders européens dans son secteur d'activité, aurait versé 500 000 francs sur ce compte au cours des années 1985 et 1986, par l'intermédiaire des sociétés belges De Jy et Cobec,. Une partie des sommes se trouvant sur ce compte était ensuite transférée en Suisse. Le directeur financier de la SEREL avait lui-même révélé l'existence d'une « caisse noire » entre autres destinée à financer des élus et des fonctionnaires. Au cours de l'année 1993, le système mis en place est davantage précisé et les montants en jeu revus à la hausse,. En juillet, le PDG de la SEREL Francis Guillot, par ailleurs membre du RPR, reconnait le versement de 14 millions de francs à des élus et fonctionnaires, dont 4 millions de francs à Jacques Médecin entre 1986 et 1990, en contrepartie de l'attribution de marchés publics,,. Il évoque alors un système mis en place sous la pression du maire de Nice et au profit de ce dernier. Le 1er juillet 1993, le doyen des juges d'instruction de Nice Jean-Paul Renard lance un mandat d'arrêt international contre Jacques Médecin pour corruption passive et abus de biens sociaux dans l'affaire de la SEREL,,. Un an après, Francis Guillot revient partiellement sur ses déclarations en déclarant que les fonds versés au maire de Nice avaient en fait servi au financement de campagnes électorales,.

### Extradition vers la France
À la suite du mandat d'arrêt international du 1er juillet 1993 dans l'affaire de la SEREL, le procureur de la République de Nice Paul-Louis Auméras formule auprès des autorités judiciaires uruguayennes via Interpol, le 12 novembre 1993, une demande d'arrestation provisoire de Jacques Médecin,. Cette démarche est une initiative du procureur : celui-ci a informé au préalable le ministère de la Justice, qui ne s'y est pas opposé, mais le ministère des Affaires étrangères n'a pas été consulté,. Jacques Médecin est arrêté le 25 novembre 1993 et est placé en détention provisoire à la préfecture de police de Maldonado. Une nouvelle demande d'arrestation provisoire est adressée le 30 novembre 1993, cette fois par la chambre d'accusation de la cour d'appel de Grenoble, au titre des deux mandats d'arrêt délivrés dans le cadre de l'affaire de l'Action Nice-Côte d'Azur (pour délit d'ingérence) et dans l'affaire Nice-Opéra (pour abus de confiance). Le même jour, la justice uruguayenne décide de maintenir l'ancien maire de Nice en détention durant quarante-cinq jours afin que la France puisse déposer une demande officielle d'extradition, ce qui est fait peu après par le ministre des Affaires étrangères Alain Juppé,,. En février 1994, le procureur uruguayen chargé du dossier recommande son extradition, et le 21 février Jacques Médecin est transféré à la prison de Montevideo. Le 28 février, le juge Homéro Da Costa (en espagnol : Homero Da Costa) décide de son extradition au titre des charges de corruption passive, d'abus de bien sociaux et d'abus de confiance, mais pas de délit d'ingérence car ce dernier n'existe pas dans le droit uruguayen. Depuis sa prison, Jacques Médecin annonce qu'il a l'intention de se présenter aux élections municipales de 1995 ; néanmoins, ayant été déclaré par trois fois et de manière définitive « comptable de fait », il est inéligible,. Le 29 juillet 1994, la cour d'appel de Montevideo confirme l'extradition. La Cour suprême d'Uruguay rejette le recours de Jacques Médecin contre cette décision le 19 octobre 1994. L'arrêté d'extradition est signé par les autorités uruguayennes le 3 novembre suivant. Le président de l'Uruguay Luis Alberto Lacalle rejette le lendemain la demande d'asile politique qu'avait formulé Jacques Médecin. Celui-ci arrive en France le 17 novembre 1994.

### Suites judiciaires après l'extradition

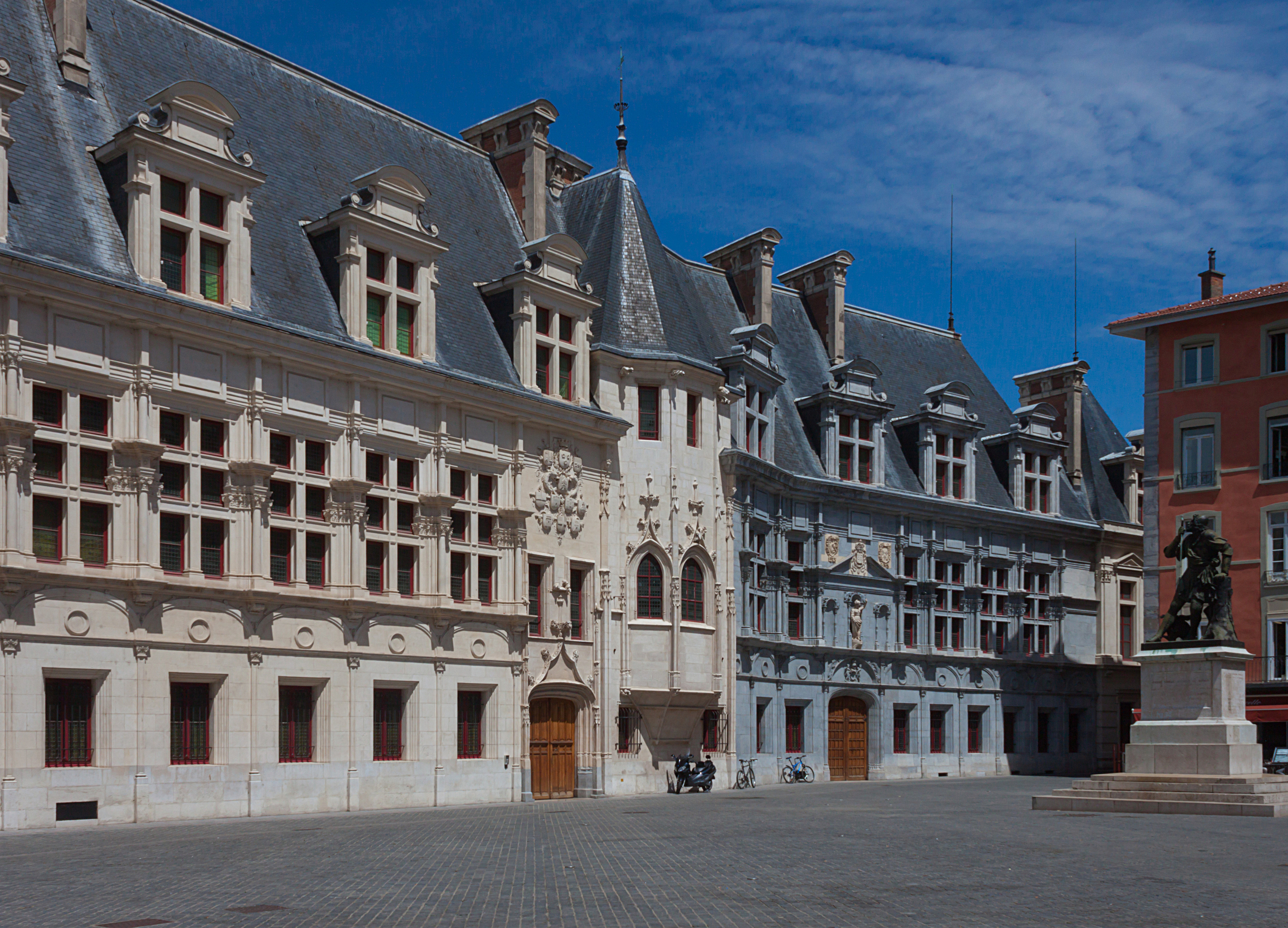
Le palais de justice de Grenoble où ont lieu les procès de Jacques Médecin.

Après son arrivée en France, il est placé en détention provisoire au centre pénitentiaire de Saint-Quentin-Fallavier. Le 18 novembre 1994, il est mis en examen à Grenoble pour abus de confiance, faux et usage de faux dans l'affaire Nice-Opéra, et pour corruption passive et abus de biens sociaux dans l'affaire de la SEREL. De son côté, il porte plainte pour enlèvement et séquestration arbitraire. À Nice, trois associations de soutien se constituent, coordonnées par sa première épouse Claude Mailley-Médecin : la Liga nissarda, le Comité de soutien moral et Les pieds-noirs n'oublient pas. Une manifestation de plusieurs centaines de personnes scandant « Libérez Jacques Médecin ! » est organisée devant le palais de justice de Nice derrière la banderole « Avec Jacques Médecin, Nice rayonnait ».
Le 16 mai 1995, Jacques Médecin est reconnu coupable par le tribunal correctionnel de Grenoble d'avoir détourné des fonds de Nice-Opéra « à des fins personnelles ». La justice a en particulier considéré que le compte bancaire de la société Costa Real était utilisé comme un compte bancaire personnel par l'élu, ce que niait ce dernier qui estimait qu'il n'était coupable que d'avoir été « un peu trop confiant dans [son] entourage ». Il est ainsi condamné pour abus de confiance à deux ans de prison ferme, 200 000 francs d'amende et cinq ans de privation des droits civiques. Par ailleurs, l'ensemble des condamnés dans cette affaire (outre Jacques Médecin, Lucien Salles, Pierre Michau et Jean Filippi) sont condamnés à verser solidairement 2,1 millions de francs de dommages-intérêts. Il fait appel de cette décision.
En juin 1995 s'ouvre le procès de Jacques Médecin et de quatorze autres prévenus (dont son successeur à la mairie Honoré Bailet) dans l'affaire de la SEREL. Le 16 juin, sa demande de comparaître libre (son avocat estime qu'ayant été incarcéré depuis le 25 novembre 1993 et en tenant compte des remises de peine, il a déjà purgé sa peine de prison dans l'affaire Nice-Opéra), est rejetée par la cour d'appel de Grenoble,. Réfutant l'accusation de corruption, il soutient que les versements dont il a été destinataire de la part de la SEREL ont servi à financer les campagnes électorales de son parti le Rassemblement républicain et qu'il ignorait la provenance de ces fonds. En ce qui concerne l'accusation de recel d'abus de biens sociaux, il plaide l'amnistie au titre de l'article 19 de la loi du 15 janvier 1990 relative à la limitation des dépenses électorales et à la clarification du financement des activités politiques. Fin juin, il se désiste de son appel dans l'affaire Nice-Opéra afin de favoriser la confusion des peines entre son éventuelle peine dans l'affaire de la SEREL et celle de mai 1995 dans l'affaire Nice-Opéra pour laquelle il est libérable le 7 juillet 1995. Le 3 août 1995, le tribunal correctionnel de Grenoble le reconnait coupable de corruption passive et de recel d'abus de biens sociaux, et le condamne à trois ans et demi de prison ferme, 1 million de francs d'amende et cinq ans de privation de droits civiques. En outre, la justice rejette sa demande de confusion des peines avec celle prononcée dans l'affaire Nice-Opéra. Il fait appel de cette décision. Le 27 septembre 1995, après vingt-deux mois de détention, la cour d'appel de Grenoble remet finalement Jacques Médecin en liberté, dans l'attente de son procès en appel dans l'affaire de la SEREL fixé au 29 novembre 1995. Il a l'interdiction de se rendre dans les Alpes-Maritimes, de rencontrer les autres prévenus et une somme de 10 millions de francs est consignée. Le 12 janvier 1996, la cour d'appel de Grenoble réduit la peine de première instance en condamnant Jacques Médecin à deux ans de prison ferme, 1 million de francs d'amende et cinq ans de privation des droits civiques. La cour estime que « l'enrichissement personnel [de Jacques Médecin] ne paraît pas suffisamment établi », et elle reconnait l'amnistie pour tous les versements antérieurs à la loi du 15 janvier 1990 ce qui ramène la somme en jeu à 700 000 francs au lieu de 4 millions de francs. Surtout, elle suit la réquisition du parquet en prononçant la confusion des peines avec celle dans l'affaire Nice-Opéra. Il est donc désormais définitivement libre.
Il repart pour Punta del Este en janvier 1996. D'autres poursuites judiciaires restent néanmoins pendantes : l'affaire de la renégociation de la dette de la ville de Nice, et la soustraction présumée de 4,2 millions de francs de l'impôt sur les sociétés de Nice-Opéra pour l'année 1987. Par ailleurs, il est également visé dans l'affaire des fausses factures d'un montant de 8 millions de francs liées au marché public conclu en septembre 1988 entre le conseil général qu'il présidait et la société COM 06, ainsi que son sous-traitant Monaco Sponsoring, chargée de l'installation de salles multimédia dans l'arrière-pays niçois,,. Juste avant son retour en Uruguay, il donne un entretien à Libération dans lequel il explique que sa vie est désormais en Uruguay et, commentant son issue judiciaire favorable, il émet l'hypothèse que « peut-être certains élus du RPR de Nice » ont pu influencer le ministre de la Justice en sa faveur, tout en estimant avoir été de façon générale « victime d'une justice spéciale Médecin », mais aussi de la lutte entre l'UDF et le RPR dans les Alpes-Maritimes. Un peu plus tôt, il avait déclaré avoir été le « rideau de fumée que l'on sortait périodiquement pour masquer les turpitudes (…) des quatorze années du régime mitterrandiste ».
Le 31 mars 1998, le tribunal correctionnel de Grenoble le condamne par défaut pour fraude fiscale à deux ans de prison. Un mandat d'arrêt est lancé à son encontre.

## Redressements fiscaux
Une première vérification fiscale est effectuée sur les comptes de Jacques Médecin en 1980 à la demande du gouvernement Raymond Barre III qui souhaitait l'évincer politiquement,. En 1981, à la suite de l'arrivée au pouvoir de la gauche, un nouveau contrôle fiscal est mené. Il donne lieu en 1984 à un redressement de 2,5 millions de francs au titre des années 1977 à 1980,. Le maire de Nice conteste celui-ci devant le tribunal administratif de Nice mais le Trésor public prend une hypothèque sur sa villa Lou Soubran en décembre 1984 afin de garantir sa créance,. En 1985, à la suite des révélations du Canard enchaîné sur les biens qu'ils détiendraient aux États-Unis (voir 1985 : premières affaires américaines), un nouveau contrôle fiscal est mené. L'administration fiscale découvre un patrimoine qu'elle juge « très nettement supérieur aux revenus déclarés » dont une villa à Beverly Hills achetée 845 000 dollars ou encore un terrain à Benedict Canyon. Début 1989, un redressement fiscal de 15,5 millions de francs (pénalités comprises) lui est signifié au titre des années 1981 à 1983, ce qu'il conteste à nouveau, mais une nouvelle hypothèque est prise sur Lou Soubran pour 9 à 10 millions de francs supplémentaires,,. En octobre 1989, la commission départementale des impôts confirme ce redressement. En août 1990, le tribunal administratif de Nice donne raison à l'administration fiscale concernant le redressement au titre des années 1977 à 1980 pour une somme de 2,1 millions de francs. Mais ce jugement est annulé en décembre 1992 par la cour administrative d'appel de Lyon. Le quotidien Le Monde indique alors que Jacques Médecin fait encore l'objet de deux redressements fiscaux : un pour 3,5 millions de francs et un autre pour 26 millions de francs. En juin 1996, le tribunal administratif de Nice confirme le redressement fiscal de 15 millions de francs au titre des années 1981 à 1983.

## Mort et obsèques

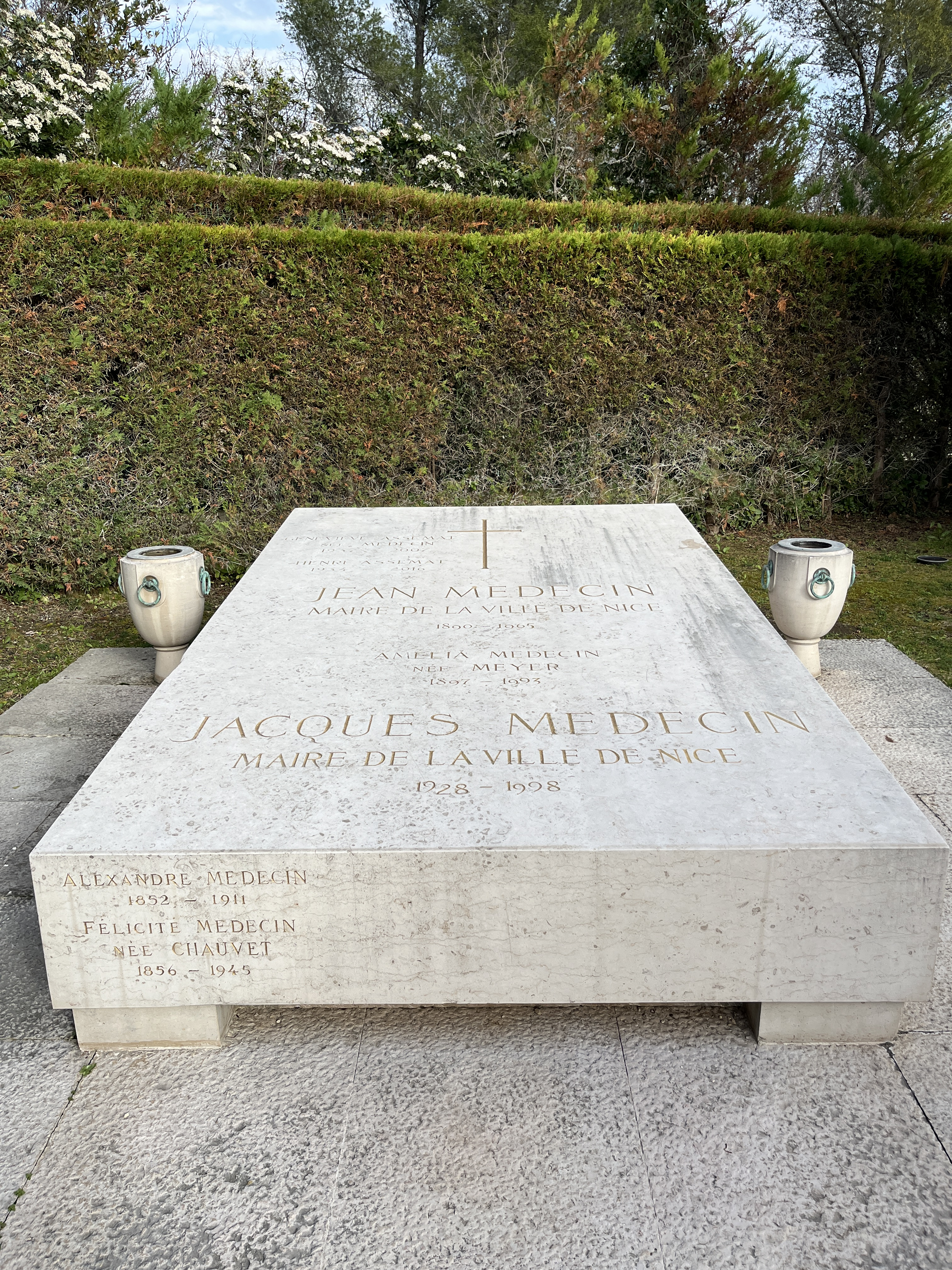
Sépulture de Jacques Médecin au cimetière de Gairaut à Nice.

Le 15 novembre 1998, il est victime d'un infarctus et de trois arrêts cardiaques alors qu'il se trouve dans l'appartement qu'il habite dans le centre-ville de Punta del Este avec son épouse Berta Bittar qui le découvre inanimé,,. Transporté à l'hôpital de Punta del Este, il subit six nouveaux arrêts cardiaques et est plongé dans un coma profond sous assistance respiratoire,,. Il meurt le 17 novembre 1998,,. Le maire de Nice Jacques Peyrat négocie avec sa veuve le rapatriement de sa dépouille. Les drapeaux de la ville sont mis en berne et son corps est exposé quelques jours dans une chapelle ardente installée dans le hall de la mairie. Les obsèques ont lieu à la cathédrale Sainte-Réparate de Nice le 21 novembre 1998 et son cercueil est recouvert d'un drapeau niçois. Plusieurs milliers de personnes sont présentes. Il repose à Nice, au cimetière de Gairaut,. D'après sa fille Martine, le corps de son père a été incinéré et ses restes ont été déposés dans deux urnes, une qui est restée à Nice et l'autre qui a été récupérée par sa veuve en Uruguay. Celle-ci déclare au quotidien La Nación que les cendres de son mari reposeront près d'une église où est vénérée la Vierge de Caacupé, au Paraguay.

## Le «système Médecin»
Le système des associations paramunicipales décrit plus haut s'inscrit dans un mode de fonctionnement plus large qui est souvent appelé le « système Médecin »,. À son arrivée à la tête de la ville de Nice, Jacques Médecin hérite du système clientélaire mis en place par son père. Il reprend par exemple le parti politique local Rassemblement républicain. Celui-ci permet notamment le financement de ses campagnes électorales et de celles de ses proches. Pour l'universitaire Alain Ruggiero, ce parti est « une expression certaine de relations clientélistes au sein de la ville de Nice ». En 1973, le journaliste André Passeron écrit dans Le Monde que Jacques Médecin « entretient autour de lui une clientèle à la romaine », et il évoque tous les « nombreux (…) obligés » de la mairie.
Mais en particulier à partir de la fin des années 1970, ce système clientélaire, en s'amplifiant, se transforme en un système corruptif. Après les avertissements électoraux de 1977 à 1979, Jacques Médecin entreprend de renforcer la domination qu'il exerce sur son fief. Pour l'universitaire Alain Garrigou, ce système clientélaire s'articule alors avec une « machine politique locale » dirigée par un chef à la figure familière et semblant tout puissant. Il rapproche ce système du « bossisme » selon lequel les intérêts personnels et les problèmes privés de chaque électeur sont réglés par la machine politique, induisant un système basé sur des relations personnelles entre les représentants de la machine politique et les électeurs. Les lois de décentralisation de 1982-1983 offrent la possibilité à Jacques Médecin, comme à de nombreux maires en France, d'accroitre les ressources allouées au système clientélaire en raison du moindre contrôle de l'État et du conseil municipal via la mise en place d'associations paramunicipales. Pour Alain Garrigou, cette utilisation particulière de la décentralisation prend à Nice « une ampleur exceptionnelle » en raison de l'importance et de l'ancienneté du clientélisme préexistant. Par ailleurs, la transformation du système clientélaire en un système corruptif a aussi pu être permise par le développement économique de la seconde moitié du XXe siècle qui a accru les ressources à distribuer, et surtout l'afflux d'argent sur la Côte d'Azur dont Jacques Médecin a été en partie à l'origine en tant que maire. Alain Ruggiero s'interroge sur les éléments qui ont pu contribuer à la mise en place de ce système en citant l'empathie et le sentiment d'attachement que Jacques Médecin a su développer entre les Niçois et lui, sa puissance favorisée par l'aura des trois générations de Médecin avant lui, et son insistance sur la défense des intérêts locaux. L'universitaire Paul Castela définit quant à lui le système Médecin comme « l'adaptation locale et contemporaine de la tradition méditerranéenne » qu'il fait remonter à l'Antiquité en le disant issu des « rapports sociaux d'attachement à une famille, une "gens", que le patriciat romain pratiquait déjà ».
Pour Alain Garrigou, les individus qui animent le système Médecin constituent un groupe « relativement cloisonné » lié par des relations personnelles et souvent même familiales, ce qui favorise l'organisation des faveurs et des transgressions. À la tête du système, le maire de Nice s'entoure de fidèles issus de deux générations différentes : ceux issus du système clientélaire de Jean Médecin (tels que Max Gilli et Lucien Salles) et ceux plus jeunes de vingt ans dont une partie provient de réseaux étudiants d'extrême droite (tels que Michel Falicon et Jean Oltra). Cependant, toujours pour Alain Garrigou, le fonctionnement du groupe n'est pas centralisé et ses membres peuvent agir avec une certaine indépendance ce qui les conduit à commettre des transgressions à leur initiative. L'appellation de « système Médecin » peut par conséquent paraitre abusive. Ce fut d'ailleurs un argument mis en avant par Jacques Médecin qui décrivait depuis son exil en Uruguay ce système comme « une bande de grenouilles qui ont trempé dans des combines à mon insu. Des gens de mon entourage ont tiré sur la corde et cette corde était enroulée à mon cou. À force de tirer, ils m'ont pendu ».
Le système Médecin prend différentes formes. Il met par exemple en jeu des méthodes de surfacturations où interviennent des entreprises amies qui servent d'intermédiaires en facturant aux associations paramunicipales des services à des prix nettement supérieurs au marché,. Les cas des sociétés Monaco Sponsoring, Sud Tribune et COM 06 sont souvent cités,. D'autres sociétés participent directement au financement du système comme la Serel de Francis Guillot. Ce système s'exprime également dans les hauts niveaux de salaire perçus par ses membres au sein de l'administration publique locale et paramunicipale, ou encore par la surreprésentation par rapport au niveau national de la part des agents municipaux dans la population. Fin 1981, Jacques Médecin crée la puissante association des Amis du maire. Animée par Max Gilly et René Pietruschi, son nombre d'adhérents est conséquent bien que les estimations soient variables : de 5 000 à 16 000 adhérents,. En 1981 également, l'un de ses proches Jean-Paul Claustre crée Radio baie des Anges, une radio locale qui permet de renforcer la diffusion du discours médeciniste,. Jacques Médecin y intervient fréquemment, notamment pour répondre en direct aux auditeurs. Cette station de radio est financée à hauteur de 25 % par la ville de Nice. Elle fait l'objet d'un investissement de 7 millions de francs et dispose en 1984 d'un budget annuel de 3,5 millions de francs et de 40 salariés.
Alain Garrigou livre une explication détaillée de la chute du système Médecin. Pour lui, la croissance des ressources du système dans les années 1980 conduit à libérer les initiatives de ses membres dont les attentes en termes de gains s'en trouvent plus élevées. Certains membres du système se sentent alors lésés, d'autant que les nécessités de contrôle conduisent à concentrer les gains sur quelques grands bénéficiaires, alimentant ainsi les tensions au sein du système ou à sa marge et donc les fuites. Jacques Médecin n'a pas pu s'opposer à cette tendance. Il s'ensuit une visibilité de plus en plus forte des transgressions commises par le système. Face à cette évolution, le maire de Nice semble perdre la maitrise de sa machine politique à un moment où il commence à être inquiété judiciairement, où la gauche revient au pouvoir au niveau national, et où la concurrence du Front national le conduit à s'éloigner des dirigeants du RPR.

## Orientation politique
Jacques Médecin est « fondamentalement un homme de droite » et le revendique,. Mais son positionnement politique évolue au cours de sa carrière politique. Il la démarre dans la fidélité à la tradition familiale : tout comme son père, il se montre centriste, libéral, partisan du parlementarisme, et antigaulliste farouche,. Au fil du temps, il penche de plus en plus à droite, d'abord à partir du début des années 1970, puis de manière plus prononcée après 1981. Sa droitisation durant les années 1980 se fait en particulier sur les thèmes de la sécurité et de l'immigration, et intervient concomitamment à la montée en puissance du Front national. Son antigaullisme puis sa droitisation sont aussi renforcés par l'enjeu du vote des rapatriés d'Algérie qui sont nombreux à être venus s'installer à Nice. En 1976, René Backmann le décrit dans Le Nouvel Observateur comme « ancien centriste, ancien réformateur, actuellement républicain indépendant et nationaliste musclé. Ponia, à côté de lui, est un anticommuniste timide. Durafour, un défenseur clandestin du "Programme commun". Simone Veil, une gauchiste. » Dans son ouvrage Et moi je vous dis… ma vérité (1991), Jacques Médecin explique : « La gauche est arrivée au pouvoir en 1936 et depuis cette date, c’est-à-dire maintenant depuis plus de cinquante ans, la gauche règne sur la France d’une manière ou d’une autre pratiquement sans interruption ». Pour l'universitaire Alain Ruggiero, il est un « républicain convaincu » mais « la République n'est peut-être pour lui qu'une référence ».
Il se montre distant à l'égard des partis politiques nationaux et n'hésite pas à en changer : il est tour à tour membre du Centre républicain et du Mouvement réformateur, des républicains indépendants, du Parti républicain, du RPR et du CNIP. À ce sujet, il déclarera que ce n'est pas lui qui a changé mais les partis politiques. D'après les journalistes Brigitte Renaldi et Claude-Henry Laval, il est membre du CNIP à partir de 1951 et durant toute sa carrière politique. Localement, il se place au-dessus des partis politiques nationaux du centre à l'extrême droite et fait investir ces derniers par ses partisans. Pour l'universitaire et militant altermondialiste Robert Charvin, il « organise la division du travail pour mettre en œuvre un "pluralisme consensuel" axé sur sa personne ». Il cherche également à s'associer les dirigeants locaux du Parti socialiste, ce qu'il parvient un temps à faire (voir 1971 : alliance avec la gauche). Pour Robert Charvin, « le ciment de cet apolitisme médeciniste relatif est l’affairisme. »
Il se manifeste avant tout par son opposition : notamment à l'Assemblée nationale où il combat l'abolition de la peine de mort dont il demandera par la suite son rétablissement, notamment lors d'une manifestation en 1988, et l'interruption volontaire de grossesse,. Il prend ainsi fermement position contre l'avortement, déclarant qu'« un avortement, c'est un meurtre ». Lors du débat parlementaire sur la légalisation de l'IVG, en novembre 1974, il déclare à la tribune de l'Assemblée nationale à l'endroit de Simone Veil, rescapée de la Shoah, qui porte le projet de loi : « Cela ne s'appelle plus du désordre, madame la ministre. Cela ne s'appelle même plus de l'injustice. C'est de la barbarie, organisée et couverte par la loi, comme elle le fut, hélas ! Il y a trente ans, par le nazisme en Allemagne »,. Toujours lors du débat sur le texte, il rapproche le droit à l'avortement du droit à l'eugénisme et à l'euthanasie ; il met en garde contre l'avènement « dans dix ans, dans vingt ans, [de] l'euthanasie du bon plaisir » et demande en conséquence : « Les asociaux, les infirmes, tous les vieillards, les enfants inadaptés, les bouches inutiles, pourquoi voudriez-vous qu'on les épargne ? ».
Durant toute sa carrière politique, il se montre vigoureusement anticommuniste. Il déclare ainsi : « Mes seuls ennemis sont les communistes. Je me lève le matin en me demandant ce que je pourrais faire pour les démolir ». Dans Et moi je vous dis… ma vérité, il explique : « Je suis viscéralement anticommuniste et je l'ai d'ailleurs toujours écrit : on ne fait pas un bout de chemin avec le parti communiste ». Pour Robert Charvin, l'anticommunisme de Jacques Médecin lui permet d'unifier les différentes composantes du médecinisme autour d'un combat contre un adversaire commun. Il permettrait également de faire accepter aux directions nationales des partis politiques de droite le soutien à sa personne malgré les « affaires ». De plus, les faveurs qu'il accorde au PCF local à Nice seraient un moyen pour lui d'assurer à ce parti le monopole de l'opposition.
En matière économique, il prône le libéralisme et défend l'économie de marché. En novembre 1981, il écrit dans L'Action Nice-Côte d'Azur à propos du gouvernement socialiste : « Chaque jour nous apporte une preuve nouvelle et inquiétante de leur détermination à casser la société capitaliste de liberté pour la remplacer par une démocratie populaire du type le plus autoritaire. (…) Or, nous savons qu'un régime socialiste n'a jamais réussi quoi que ce soit sinon à se maintenir par la dictature (…) après avoir consommé l'échec économique. » En 1984, il prône la suppression de l'impôt sur le revenu. Il parle d'« inquisition des services fiscaux et de la douane qui porte atteinte à la liberté individuelle ».
Dans son ouvrage Le Terreau de la liberté (1978), il dénonce l'immigration, qualifiée de « drame majeur », et parle de « choc des civilisations » bien avant Samuel Huntington. En juillet 1979, il écrit dans L'Action Nice-Côte d'Azur : « En l'an 2000, sur 7 milliards d'êtres humains peuplant la planète, 900 millions seulement appartiendront à la race blanche qui a donné au monde toutes les inventions qui assurent son progrès ». Il est fermement opposé au droit du sol. En 1985, il déclare : « N'importe quelle poule pondeuse vient lâcher ses œufs sur notre territoire et nous devrions les reconnaitre pour nôtres ». Il défend par ailleurs la politique de l'apartheid en Afrique du Sud, et se montre favorable aux bantoustans.
Au début des années 1970, il prend position pour la création de centres dédiés aux prostituées qui pourraient y loger et y exercer leur activité dans des conditions d'hygiène appropriées. En 1972, il propose de « codifier la profession de prostituée ».

### Relations avec l'extrême droite
Il fait partie des quelques personnalités à qui Valéry Giscard d'Estaing fait une place alors qu'elles ont des contacts avec l'extrême droite, comme Michel Poniatowski ou Jacques Dominati. Jusqu'en 1976 au moins, il est un des parrains de la Nouvelle Droite. Son ouvrage Le Terreau de la liberté, publié en 1978, est imprégné des idées de ce courant de pensée politique. Il y expose sa vision de la société en abordant la plupart des thèmes développés par le Club de l'Horloge et le GRECE, tels que, d'après Philippe Lamy : « la conquête du pouvoir culturel par la gauche ; la surdensité engendrant la délinquance, "le mythe égalitaire engendrant centralisme et bureaucratie" , le recours aux théories de Konrad Lorenz et Robert Ardrey sur l’instinct territorial, l’encouragement à l’accession à la propriété ; la récusation du travail féminin ». Pierre-André Taguieff juge que le compte-rendu que dresse Jean Mabire de ce livre dans la revue Éléments « résume bien l'idéologie néo-droitière de la troisième voie. » Jean Mabire écrit : « "L'enracinement est le terreau de la liberté", telle est l'affirmation qui éclaire tout le livre de Jacques Médecin (…). Ainsi seulement, selon Jacques Médecin, peut-on bâtir "un avenir conforme au génie de notre race et de notre civilisation". (…) Il existe "une vision du monde, une structure mentale, une éthique propre à l'homme européen (…)". (…) Et Jacques Médecin n'hésite pas à se prononcer, "entre le libéralisme marchand américain et le collectivisme soviétique", pour une voie proprement européenne (…)." » Cet ouvrage a semble-t-il été écrit avec l'aide de membres du Club de l'Horloge dont Jean-Yves Le Gallou et Yvan Blot,.
Jacques Médecin soutient longtemps le Club de l'Horloge. Les sept premières universités d'étés de ce dernier sont par exemple organisées dans des locaux prêtés gratuitement par la municipalité, en particulier au Centre universitaire méditerranéen. Parmi ses proches se trouvent des membres de ce cercle, dont Michel Falicon et Martine Daugreilh. Il participe plusieurs fois à des réunions du Club de l'Horloge et du GRECE. Pour autant, sa collaboration avec le Club de l'Horloge ne va pas plus loin. Par ailleurs, en janvier 1976, il préside le colloque « Nation Armée », la première manifestation officielle du GRECE.
En 1985, dans Valeurs actuelles, il affirme : « Les idées de Jean-Marie Le Pen sont celles que je défends depuis 30 ans, qu’il s’agisse de l’immigration, de la peine de mort ou de l’avortement ». À la fin des années 1980, il se rapproche du Front national sans pour autant le rejoindre. En mars 1990, en marge du huitième congrès du Front national qui se tient à Nice, il reçoit Jean-Marie Le Pen en visite officielle à la mairie. En avril 1990, il déclare dans National-Hebdo partager « 99,9 % des thèses du Front national »,,.

## Personnalité
Jacques Médecin est décrit comme un homme séducteur, énergique, qui possède un très bon sens du contact, mais qui se montre aussi autoritaire. Les journalistes Michel Franca et Jean Crozier le dépeignent ainsi en 1982 : « Grand, l'allure sportive, la moustache conquérante, c'est avant tout un fonceur (…) Il cultive à merveille un style plébéien qui lui assure un bon contact populaire. Doté d'une faconde intarissable, d'un sens réel de la répartie et surtout d'un culot à toute épreuve, il sait plaire et séduire comme il sait se montrer polémiste violent et corrosif. » Dans Le Monde, en 1985, Laurent Greilsamer confirme ce contraste : « Cette santé ! Cette aisance ! Cette insolence ! (…) La moustache macho et la tripe droitière (…) Maître en sa ville, seigneur en son comté, abrupt, brutal. Charmeur aussi, Don Juan à Ray-Ban, séducteur d'une ville méditerranéenne possessive. » France 3 Côte d'Azur évoque les « différents personnages » incarnés par Jacques Médecin : « le seigneur féodal qui mène sa ville d'une main de fer, Jacques le flamboyant avec ses costumes voyants et ses longs cigares, puis l'enfant du pays, proche du peuple. » Le lien qu'il a su tisser avec les Niçois est qualifié de « charnel » par ses proches. Lui-même dira : « Les Niçois veulent me voir, me toucher, me parler. Ce sont des sentimentaux. » Dans Le Nouvel Observateur en 1990, François Caviglioli fait allusion à « l'ascendant presque surnaturel qu'il exerçait sur les Niçois, par son charme magnétique ». À Nice, il est souvent surnommé « Jacquou »,.
Son éloquence est également soulignée et identifiée à celle de son père. François Caviglioli commente : « Les Médecin sont des orateurs spécialisés dans le discours enveloppant et convivial, ponctué d'éclats féroces ». Le conseil municipal est son théâtre. Jean-Victor Roux écrit dans Les Sentinelles de la République : « Le maire interrompt ses opposants, se lance invariablement dans des tirades enflammées qui promettent de les envoyer à Moscou. » L'écrivain Louis Nucéra qui le fréquente avant son entrée en politique le décrit comme « un tribun de l'ancien temps. Il peut vous faire un discours sur n'importe quel sujet (…) Il a un savoir quasi encyclopédique. » Les journalistes Brigitte Renaldi et Claude-Henry Laval renchérissent, citant un opposant au maire de Nice : « il était costaud comme un Turc, capable de tenir le "crachoir" pendant des heures au conseil municipal (…) Il supportait tout et gardait la forme. Comment voulez-vous lutter devant cette force de la nature ? » Il se montre également doué pour les langues étrangères, foisonnant d'idées, grand lecteur, et, dira Nice-Matin, possédant un « bagout hors du commun et une mémoire épatante »,,,.
Brigitte Renaldi et Claude-Henry Laval résument la vision que se fait chacun de Jacques Médecin : ses opposants dénoncent généralement le « fort en gueule, le magouilleur, l'affairiste », tandis que ses partisans évoquent « le fonceur, l'homme des convictions tranchées, sûr de sa vérité, sans nuances, l'homme cultivé, brillant orateur mais aussi sentimental à l'extrême et fidèle dans ses amitiés même les plus périlleuses. »
Le journaliste dessinateur Cabu dit s'être en partie inspiré de Jacques Médecin pour créer son personnage du « beauf ».

## Cuisine niçoise
En 1972, il publie un ouvrage sur la cuisine niçoise, plusieurs fois réédité par la suite, et traduit en anglais en 1983,. Ce livre est souvent considéré comme un ouvrage de référence sur le sujet,. Il comporte plusieurs centaines de recettes que Jacques Médecin présente comme ayant été léguées par son père et par la Tanta Mietta, une paysanne de Gairaut qui aurait transmis ses recettes à la grand-mère de Jacques Médecin dans les années 1880,. Le journaliste culinaire François-Régis Gaudry désigne le chef cuisinier Jacques Maximin comme l'auteur « en sous-main » de l'ouvrage.

## Postérité
Jacques Médecin fait l'objet de plusieurs appréciations très différentes et souvent tranchées. Pour l'universitaire Alain Ruggiero, c'est une « personnalité appréciée mais aussi décriée, rejetée en raison de ses comportements, ainsi qu'une habileté immense dans la gestion politique ». Sa carrière fut « riche de succès, extravagante par certains comportements, par des décisions qui surprennent la ville ». Pour le dirigeant de Nice-Matin Michel Comboul, « ce fut Nice pour le meilleur et pour le pire ». Il est généralement salué comme un maire qui a transformé sa ville en la développant et la modernisant,. L'universitaire Alain Garrigou note que Jacques Médecin a été « à peu près unanimement gratifié y compris par ses adversaires » de « bon maire ». Un autre aspect régulièrement souligné est son engagement politique affirmé à droite. La gauche met quant à elle en avant son « flirt avec l'extrême droite » et des déclarations qu'elle juge « racistes »,.
Alain Ruggiero appréhende l'exercice de son mandat comme une « personnalisation du pouvoir exacerbée et dominatrice ». C'est ainsi qu'il fait partie de ces maires de grandes villes de France qui ont incarné leur commune, ces « figures tutélaires » de leur ville et « grands féodaux » de la deuxième moitié du XXe siècle, au même titre que Pierre Mauroy à Lille, Jacques Chaban-Delmas à Bordeaux, Gaston Defferre à Marseille, Georges Frêche à Montpellier ou Maurice Arreckx à Toulon. Mais il reste avant tout marqué par ses affaires judiciaires et est emblématique des personnalités politiques qui ont été condamnées par la justice,. Il fait ainsi partie des rares anciens ministres à avoir effectué une peine de prison, comme Alain Carignon, Jean-Michel Boucheron, ou Bernard Tapie. Son nom est ainsi souvent évoqué à titre de rappel historique lorsqu'un élu ou ancien élu est condamné à une peine de prison, tel que Patrick Balkany en 2019,,. Pour France Inter, il est « devenu le symbole même de la corruption et de l’affairisme qui ont gangréné la ville de Nice et perverti de nombreux élus de la république à l’aube du XXIe siècle ».
À Nice, il reste très apprécié par une partie de la population qui garde pour lui une certaine estime ou affection. Pour elle, il est un symbole de la ville de Nice, son incarnation. En témoigne par exemple le tatouage représentant le visage de Jacques Médecin que porte sur son avant-bras le joueur de football niçois Alexy Bosetti, né en 1993,. Le dessinateur niçois Joann Sfar, qui publie en 2016 un roman sur l'ancien maire de Nice dans lequel il imagine son retour dans la ville après son exil uruguayen, affirme : « Mon livre interroge cet amour des Niçois pour Médecin. J'ai moi-même une admiration sans bornes pour lui alors que je ne partage aucune de ses idées. » Un sondage Arsh-Nice-Matin réalisé en septembre 1990, juste après sa démission, estimait que 41 % des Niçois étaient prêts à revoter pour lui contre 54 % qui s'y opposaient, alors même que seulement 21 % ne le jugeaient pas coupable des faits qui lui étaient reprochés. Parmi ses électeurs, 74 % étaient prêts à revoter pour lui.

### Hommages

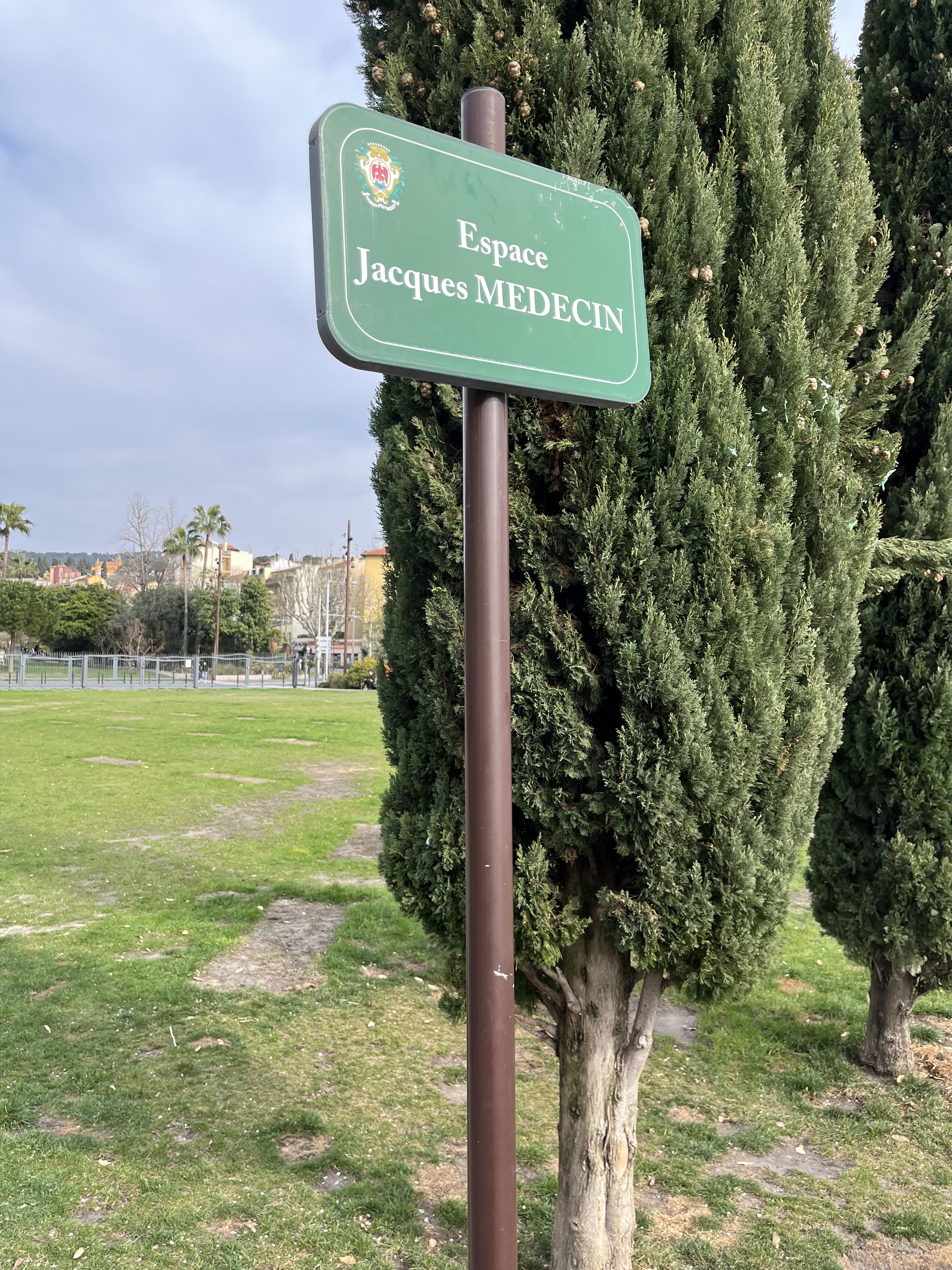
Panneau indicatif de l'espace Jacques-Médecin sur la promenade du Paillon en 2022.

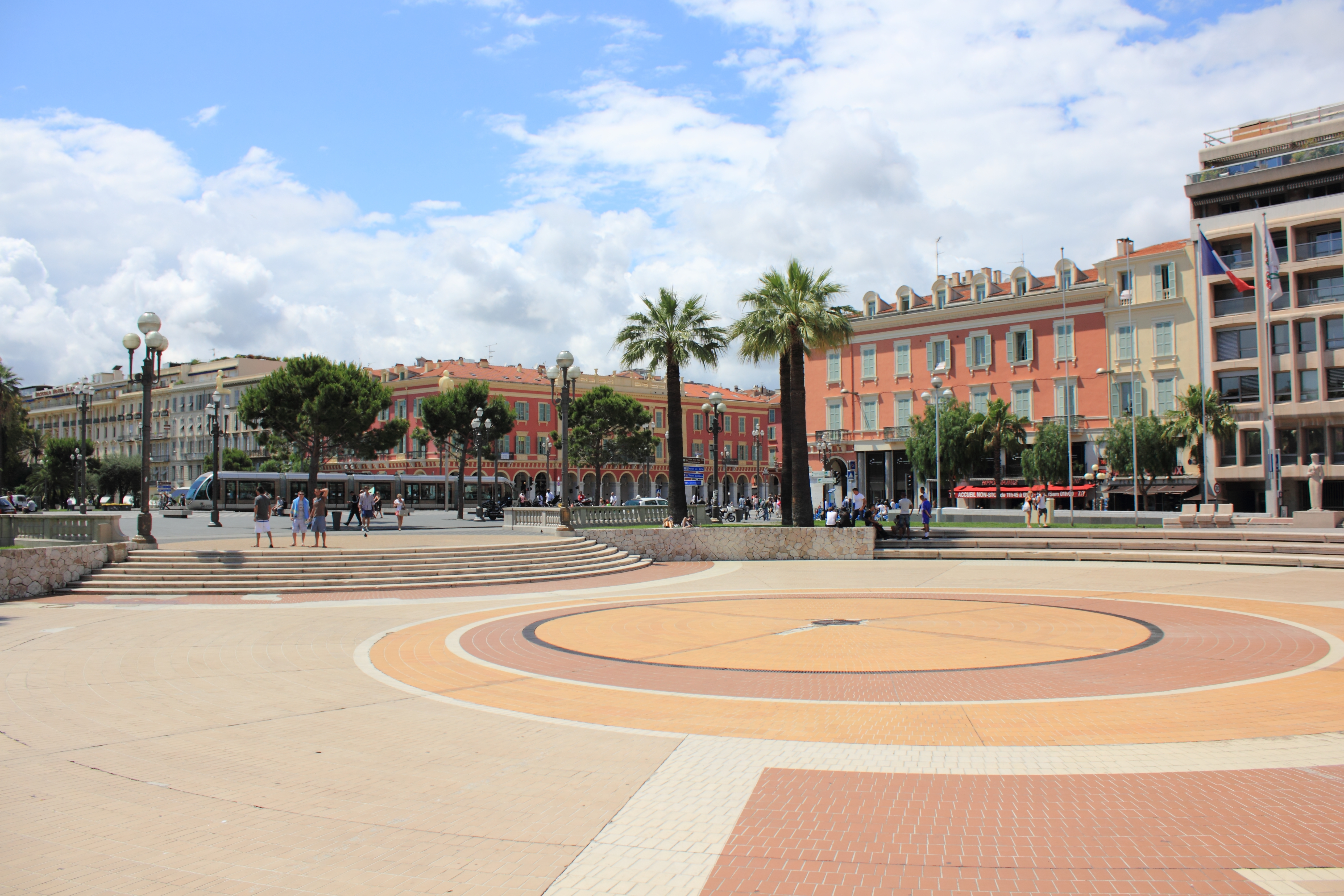
Le forum Jacques-Médecin en 2011.

En mars 2004, sous la mandature de Jacques Peyrat, le conseil municipal de Nice vote pour renommer le forum Masséna, situé en bordure est de la place Masséna, en forum Jacques-Médecin. La décision soulève les protestations de l'opposition de gauche et est attaquée devant le tribunal administratif par le préfet Pierre Breuil en raison des condamnations pénales de l'ancien maire,,. Le tribunal annule la délibération du conseil municipal en mars 2006, mais la cour administrative d'appel de Marseille annule en novembre 2007 cette décision de justice. Un mois plus tard, le changement de nom est effectué au cours d'une cérémonie présidée par Jacques Peyrat devant plusieurs centaines de personnes,. En novembre 2013, le forum Jacques-Médecin prend le nom d'espace Jacques-Médecin à la suite des travaux de la promenade du Paillon ; la plaque est inaugurée par le maire Christian Estrosi. France 3 Côte d'Azur remarque en 2018 que le lieu attribué à Jacques Médecin est en décalage avec la place que celui-ci a occupé dans la ville : « dans ses lieux publics, la ville semble ignorer le disparu. Il existe bien un espace Jacques-Médecin, un modeste carré de gazon sur la promenade du Paillon, loin de la démesure du personnage (…) Aujourd'hui, le voilà recouvert d'une chape de silence. C'est la seconde mort de Jacques Médecin ».
À la suite d'une décision du conseil municipal niçois, la rue de l'Opéra, située à proximité de l'hôtel de ville et dans l'axe de l'avenue Jean-Médecin au-delà de la place Masséna, porte le nom de Jacques Médecin depuis novembre 2019.

## Détail des mandats et fonctions
- juin 1961 – 16 septembre 1990 : conseiller général des Alpes-Maritimes
- 11 février 1966 – 16 septembre 1990 : maire de Nice
- 3 avril 1967 – 12 février 1976[420] : député des Alpes-Maritimes
- 3 avril 1978 – 14 mai 1988[420] : député des Alpes-Maritimes
- 3 octobre 1973 – 16 septembre 1990 : président du conseil général des Alpes-Maritimes
- 12 janvier 1976 – 25 août 1976 : secrétaire d'État au Tourisme auprès du ministre de la Qualité de la vie du gouvernement Jacques Chirac I
- 25 août 1976 – 29 mars 1977 : secrétaire d'État au Tourisme auprès du ministre de la Qualité de la vie du gouvernement Raymond Barre I
- 29 mars 1977 – 31 mars 1978 : secrétaire d'État au Tourisme auprès du ministre de la Culture et de l’Environnement du gouvernement Raymond Barre II

## Synthèse des résultats électoraux

### Élections législatives
| Année | Circonscription        | Premier tour | Premier tour | Premier tour | Premier tour | Second tour      | Second tour | Second tour | Second tour | Note    |
| Année | Circonscription        | Voix         | %            | Rang         | Issue        | Voix             | %           | Rang        | Issue       | Note    |
| ----- | ---------------------- | ------------ | ------------ | ------------ | ------------ | ---------------- | ----------- | ----------- | ----------- | ------- |
| 1962  | 2e des Alpes-Maritimes | 9 691        | 24,8         | 2e           | Ballottage   |                  |             |             |             | Retrait |
| 1967  | 2e des Alpes-Maritimes | 23 264       | 43,9         | 1er          | Ballottage   | 26 393           | 49,5        | 1er         | Élu         |         |
| 1968  | 2e des Alpes-Maritimes | 19 554       | 38,2         | 1er          | Ballottage   | 21 759           | 42,1        | 1er         | Élu         |         |
| 1973  | 2e des Alpes-Maritimes | 20 378       | 34,9         | 1er          | Ballottage   | 33 406           | 62,1        | 1er         | Élu         |         |
| 1978  | 2e des Alpes-Maritimes | 27 462       | 39,5         | 1er          | Ballottage   | 41 077           | 57,4        | 1er         | Élu         |         |
| 1981  | 2e des Alpes-Maritimes | 31 067       | 52,1         | 1er          | Élu          |                  |             |             |             |         |
| 1986  | Alpes-Maritimes        | 213 647      | 44,0         | 1er          | Élu          | Scrutin de liste |             |             |             |         |

### Élections cantonales
| Année | Circonscription  | Premier tour | Premier tour | Premier tour | Premier tour | Second tour | Second tour | Second tour | Second tour |
| Année | Circonscription  | Voix         | %            | Rang         | Issue        | Voix        | %           | Rang        | Issue       |
| ----- | ---------------- | ------------ | ------------ | ------------ | ------------ | ----------- | ----------- | ----------- | ----------- |
| 1961  | Canton de Nice-4 |              |              |              |              |             |             |             |             |
| 1967  | Canton de Nice-4 |              |              |              |              |             |             |             |             |
| 1973  | Canton de Nice-5 |              | 62,4         | 1er          | Élu          |             |             |             |             |
| 1979  | Canton de Nice-5 | 4 786        | 40,3         | 1er          | Ballottage   |             |             | 1er         | Élu         |
| 1985  | Canton de Nice-5 |              | > 70         | 1er          | Élu          |             |             |             |             |

### Élections municipales
| Année | Circonscription       | Premier tour | Premier tour | Premier tour | Premier tour | Second tour | Second tour | Second tour | Second tour | Sièges obtenus |
| Année | Circonscription       | Voix         | %            | Rang         | Issue        | Voix        | %           | Rang        | Issue       | Sièges obtenus |
| ----- | --------------------- | ------------ | ------------ | ------------ | ------------ | ----------- | ----------- | ----------- | ----------- | -------------- |
| 1966  | Nice                  | 44 718       | 49,62        | 1er          | Ballottage   | 54 509      | 63,93       | 1er         | Élu         | 1 / 1          |
| 1971  | Nice                  | 56 491       | 50,14        | 1er          | Élu          |             |             |             |             | 37 / 37        |
| 1977  | Nice (trois secteurs) | 63 360       | 45,37        | 1er          | Ballottage   | 72 888      | 50,33       | 1er         | Élu         | 49 / 49        |
| 1983  | Nice                  | 90 353       | 54,83        | 1er          | Élu          |             |             |             |             | 56 / 69        |
| 1989  | Nice                  | 55 666       | 42,86        | 1er          | Ballottage   | 64 121      | 46,76       | 1er         | Élu         | 51 / 69        |

## Œuvres
- La cuisine du comté de Nice, Paris, Éditions Julliard, 1972, 374 p. (ISBN 2260000258)
- Nice. Onze ans de vie commune (avec la collaboration de Gilles Lambert), Paris, Presses de la Cité, 1977, 154 p. (OCLC 742938879).
- Le Terreau de la liberté, Paris, Presses de la Cité, 1978, 221 p. (ISBN 2258003687).
- Jacques Médecin : signe particulier, réalisme politique (éditoriaux parus dans L'Action, 1969-1985, réunis et présentés par Claire Vivian), Antibes, L'Action-Alp'azur, 1985, 335 p. (ISBN 2902700148).
- Et moi je vous dis… ma vérité : entretiens avec Henri-Christian Giraud, Paris, Michel Lafon/Éditions de La Table ronde, 1991, 333 p. (ISBN 2908652064)
- Un lynchage exemplaire : Mitterrand m'a tuer, Paris, Première Ligne, 1994, 280 p. (ISBN 284144001X)
- La République des juges, Paris, Hachette/Carrère, 1996, 214 p. (ISBN 2012370500)
- La bonne cuisine du Comté de Nice, Paris, Éditions Solar, 2012, 275 p. (ISBN 2263035060)